# Геймпад
Геймпад (англ. gamepad, джойпад — англ. joypad, также игровой пульт) — тип игрового манипулятора. Представляет собой пульт, который удерживается двумя руками, для контроля его элементами управления используются большие пальцы рук (в современных геймпадах также часто используются указательные и средние пальцы).
Геймпады обеспечивают взаимодействие между игроком и игровой консолью. Также геймпады используются на персональных компьютерах в играх поддерживающих их, заменяя игроку клавиатуру (обычную или игровую) и мышь.
Стандартное исполнение геймпада таково: под левой рукой кнопки направления (вперёд-назад-влево-вправо), под правой — кнопки действия (прыгнуть, выстрелить).
Во многих современных контроллерах совместно с направляющими кнопками используются аналоговые стики. Впервые подобное решение было представлено на контроллере Emerson Arcadia 2001, но обрело популярность среди игроков только после появления консолей Nintendo 64, Sony PlayStation и Sega Saturn.

## Элементы управления

### Обязательные
- D-pad (англ. direction — направление) — кнопка-крестовина, объединяющая в себе четыре кнопки (иногда восемь). Предназначена для управления движением.
- Кнопки действия (англ. action buttons) — дают возможность взаимодействовать с объектами игрового мира: взять, кинуть, зацепиться, выстрелить и т. д.
- Триггеры — кнопки, располагаемые под указательными пальцами (часто отвечают за стрельбу). Появились на геймпадах с увеличением сложности игр, дабы отделить функцию стрельбы от общих действий. Нередко к триггерам привязываются и другие функции, которые удобно отделять от основных функций, привязанных к кнопкам действия.
- Аналоговый стик (микроджойстик) — рычажок, отслеживающий движение по двум осям, X и Y. Лишён каких-либо дополнительных кнопок за исключением возможности нажать на сам стик.
- Служебные кнопки Start, Select, Mode, Back — кнопки, обеспечивающие контроль над самим игровым процессом (пауза во время игры, вызов меню опций игры, смена режима работы геймпада).

### Необязательные

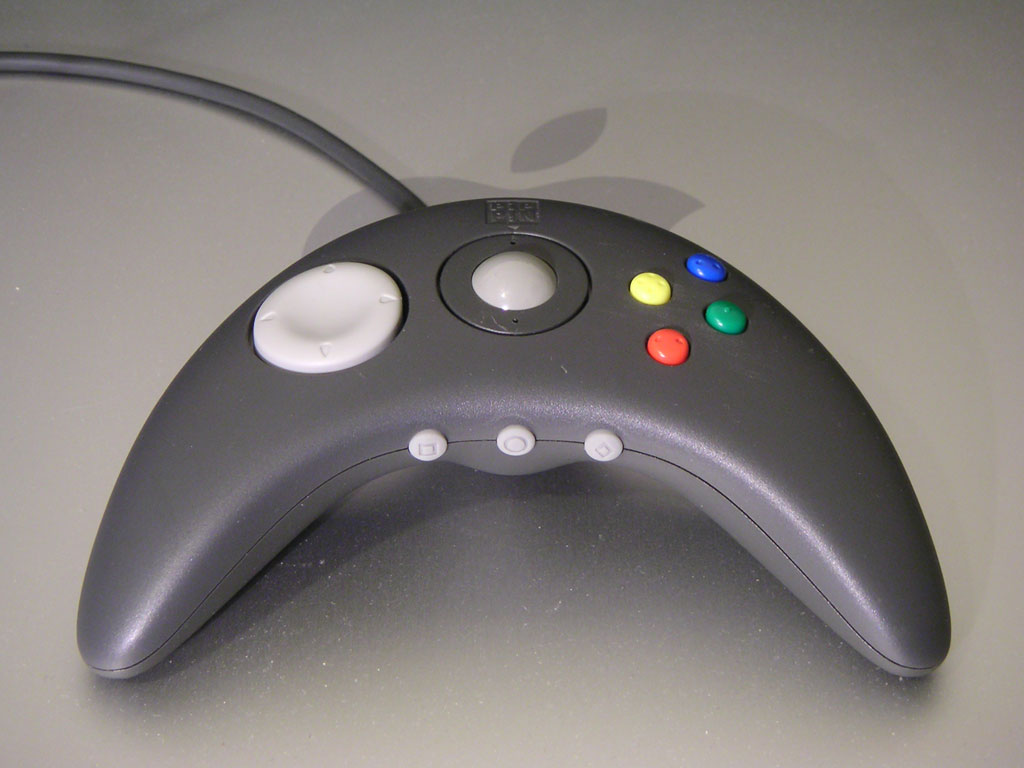
Контроллер Apple Pippin с трекболом

- Обратная связь, функция вибрации — предусмотренная в геймпаде возможность, усиливающая активные события в момент игрового процесса (взрывы, удары и пр.) посредством вибрации геймпада.
- Некоторые модели, как, например, Space Orb, имеют встроенный трекбол.
- В некоторых моделях присутствует высокоточная рулевая ось, упрощающая игру в автосимуляторы.
- Акселерометры, реагирующие на наклон пульта. Они же и могут стать рулевой осью для гонок.

## Atari

### Atari 2600
Одним из первых геймпадов стал джойстик от Atari. Он был сделан так, что отлично лежал в руке, а управление было максимально простым: использовались только кнопка и стик. Джойстик шёл в комплекте с консолью, максимально можно было подключить четыре геймпада.

### Atari 5200
Геймпад Atari 5200 значительно отличался от своего предшественника. Всего было 19 кнопок: от 0 до 9, звёздочка, решётка, две боковые с левой и правой стороны и три верхних — ещё был джойстик. В комплекте с играми были специальные карточки, которые указывали функции кнопок на панели. Подобное решение позже использовалось в контроллере Atari Jaguar. Геймпад был непрочным, а также неудобным.

### Atari 7800
Геймпад для Atari 7800 внешне напоминал геймпады от Nintendo и Sega. Он имел две кнопки A B (1 и 2) и крестовину, но отсутствовали кнопки Start и Select.

### Atari Jaguar
В геймпаде для Atari Jaguar было использовано решение, похожее на геймпад Atari 5200: панель с кнопками, назначение которых определялось через карточки для каждой игры. Игроки жаловались на неудобную форму геймпада. Для управления были сделаны кнопки A B C и крестовина, также появились кнопки Start и Select.

### Галерея

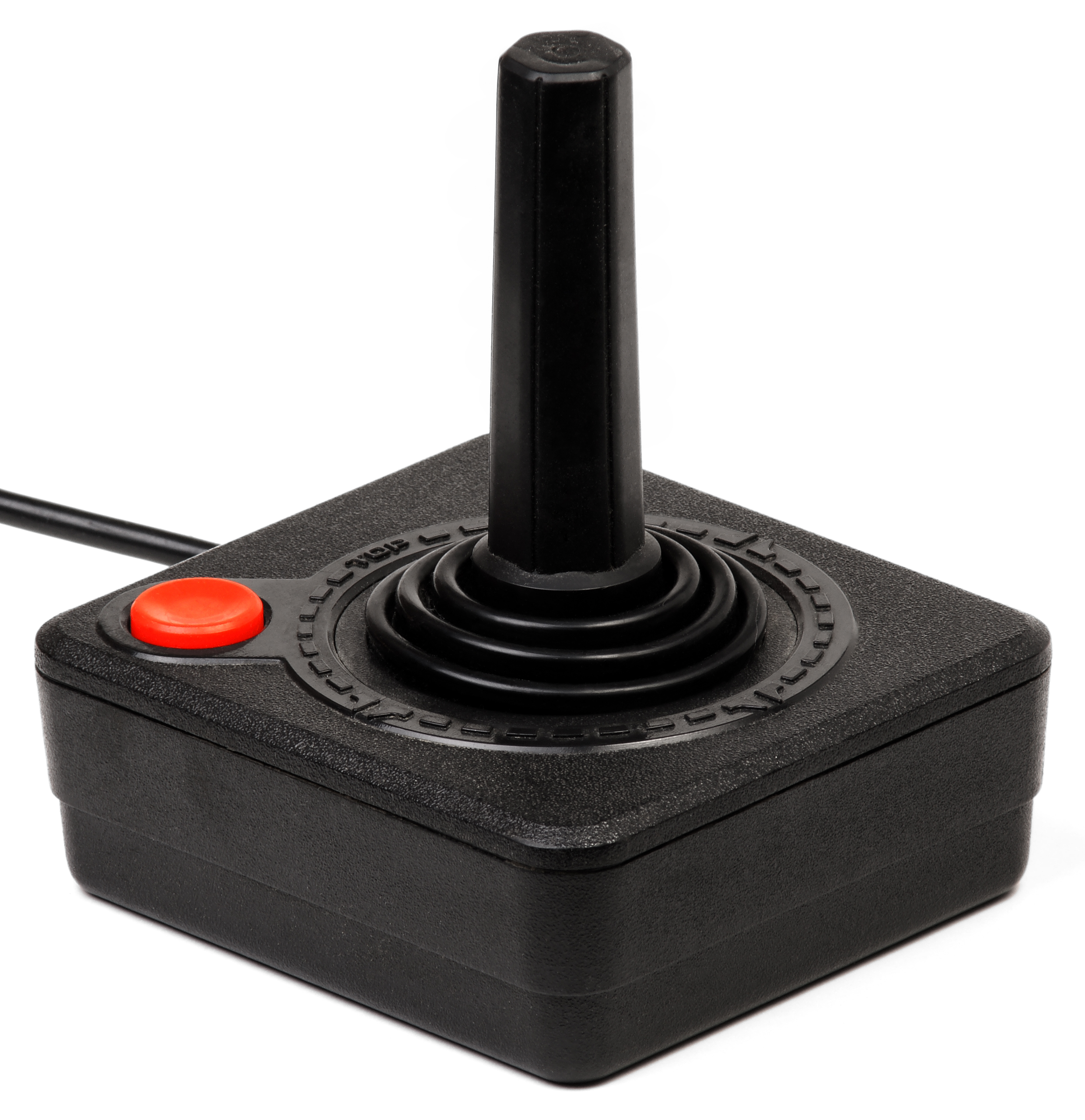
Джойстик для Atari 2600
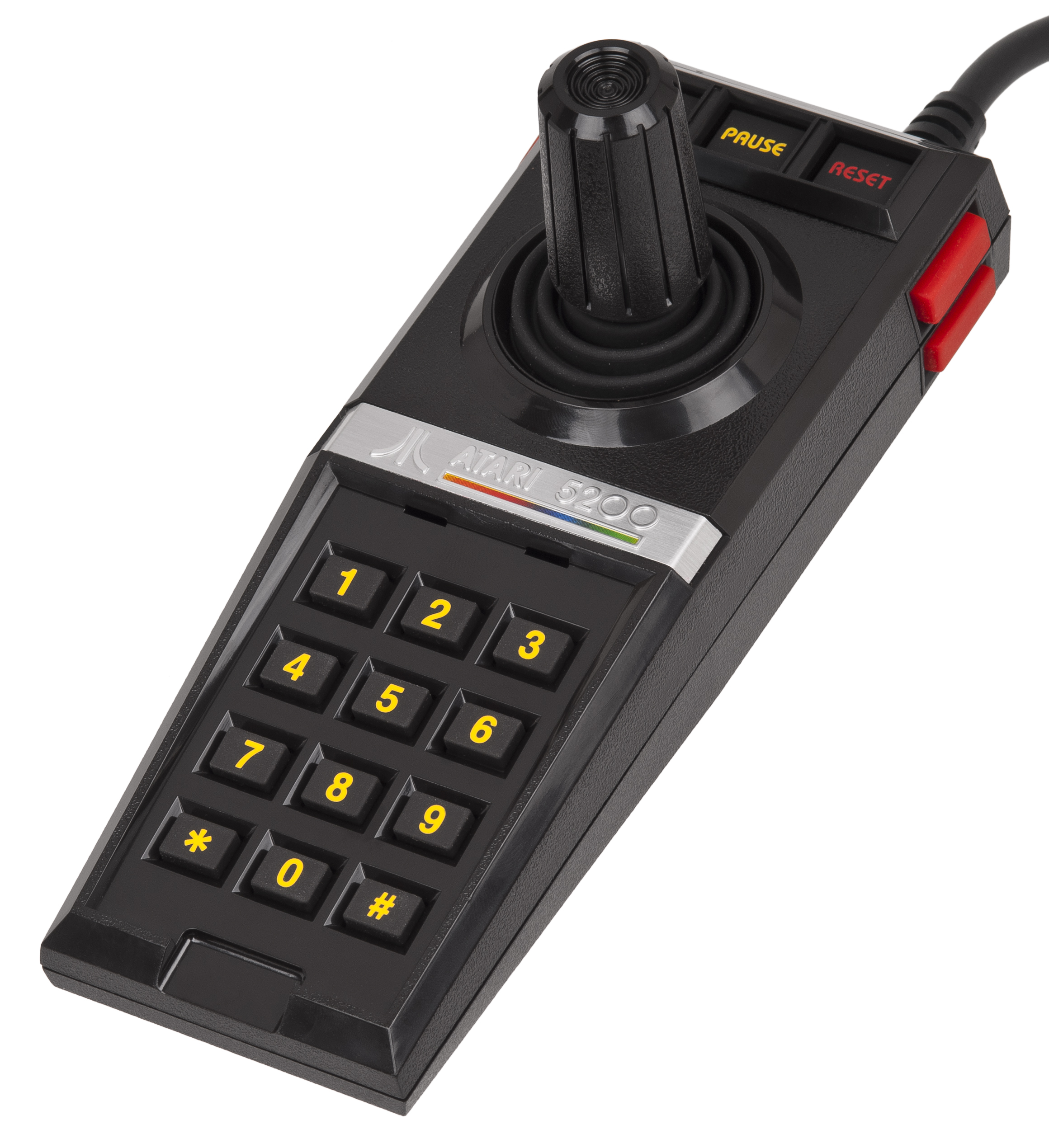
Геймпад Atari 5200
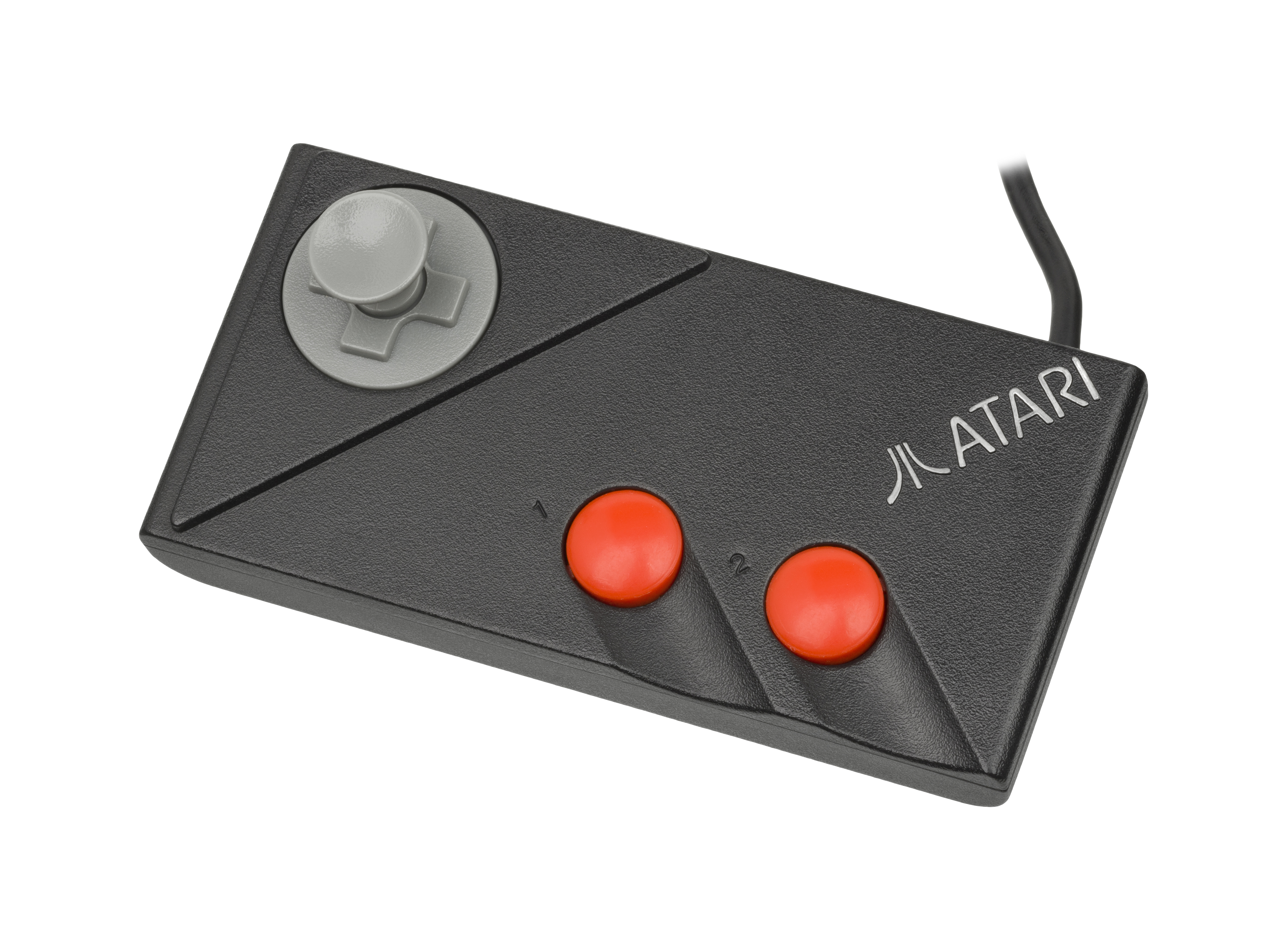
Геймпад Atari 7800
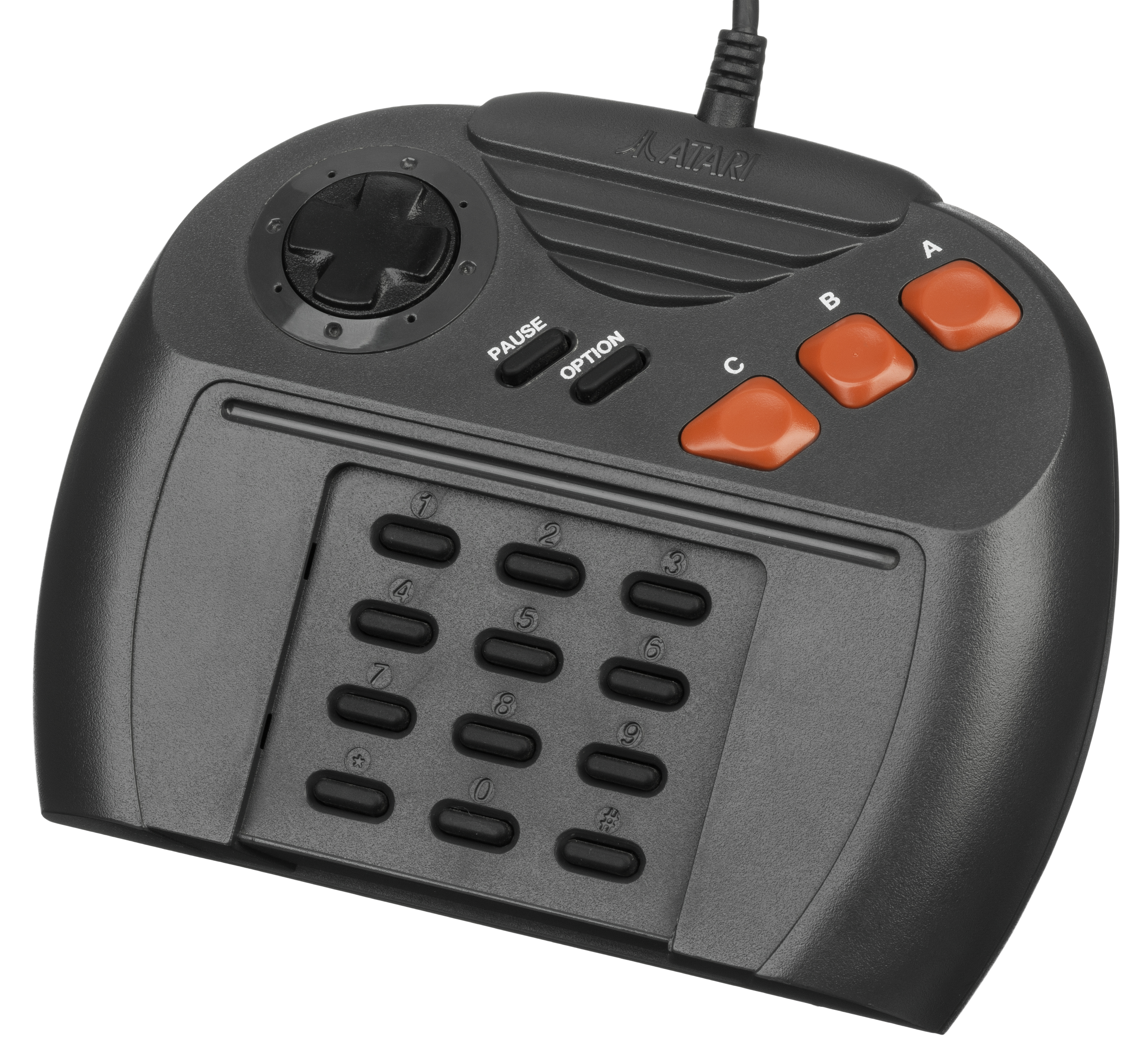
Оригинальный геймпад для Atari Jaguar

## Nintendo

### NES
Внешне контроллер NES (Nintendo Entertainment System) напоминал кирпичик. Техническая реализация была столь же проста, как и его форма. Две кнопки действия (А и B), кнопки Start и Select, и наконец D-pad. Форма кнопки была запатентована и являлась модификацией Milton Bradley’s Cosmic Hunter Dpad. Впервые она нашла применение в серии карманных игр Nintendo «Game and Watch» (в СССР аналогом игр стала серия «Электроника»: «Хоккей», «Веселый повар», «Тайны океана», «Автослалом» и «Ну, погоди!»). Ближе к закату эпохи NES, перед выпуском AV Famicom и NES2, «кирпичик» превратился в «собачью косточку», напоминая по форме будущий контроллер для Super Nintendo.
Контроллеры Famicom отличались от NES иным дизайном. На втором контроллере вместо кнопок Start и Select размещался микрофон, задействованный лишь в нескольких играх. Ко всему прочему отсутствовала возможность отключения контроллеров от консоли.
Аналогичным устройством элементов управления обладали геймпады для компьютеров NEC PC-88, NEC PC-98 и некоторых других.

### Super Nintendo Entertainment System (SNES)
Более скругленная форма «собачей косточки», кнопки X и Y (в дополнение к старым A и B), расположенных ромбом, а также вспомогательные клавиши L и R, под указательными пальцами (с тех пор включенных в конфигурацию многих других контроллеров) — таким предстал перед всеми геймпад для Super Nintendo.
Известен тот факт, что версия манипулятора для Северной Америки отличается от подобной для Японии или Европы. В то время как кнопки A, B, X и Y последних имели выпуклую форму и окрашены в разные цвета, в американском варианте, те же кнопки были вогнутыми и ограничивались двумя цветами: фиолетовым (А, B) и сиреневым (X, Y).

### Virtual Boy
Virtual Boy, использовавшая эффект параллакса для наиболее правдоподобного воспроизведения трехмерной картинки на плоском экране, обладала специальным контроллером, включавшим в себя две кнопки направления движения — D-pad. Один из них отвечал за повороты объекта вокруг своей оси и дополнительные действия, другой обеспечивал движения по плоскости. Подобный принцип двойного контроля (dual control) был использован позднее в манипуляторах с аналоговыми стиками приставок шестого поколения.

### Nintendo 64
Одновременное использование аналоговых стиков и D-pad стало доступным на консоли Nintendo 64. Геймпад системы обладал привычными кнопками A, B, L и R, а также триггером на его тыльной стороне. Четыре кнопки, объединённые под маркером «C», отвечали за контроль положения виртуальной камеры в играх. Ко всему прочему, контроллер предоставлял возможность использовать дополнительные устройства, расширяющие его функциональные свойства. К ним можно отнести Rumble Pak, отвечавший за вибрацию геймпада, карту памяти для сохранения игр, а также микрофон.

Форма контроллера была выполнена в необычной форме трезубца, что позволяло держать его тремя разными способами. Наиболее распространенный — левая рука на центральном зубце, её большой палец управляет аналоговым стиком, указательный зажимает «Огонь/Триггер». Правая рука держит правый зубец и отвечает за основные кнопки на лицевой стороне геймпада, а также кнопку R. Аналоговый стик нередко ломался и выходил из строя. 

### GameCube
Геймпад GameCube напоминал контроллеры других консолей 6-го поколения: два аналоговых стика, курки L и R, крестовина, четыре кнопки. Важное нововведение касалось кнопок L и R, которые обладали повышенной чувствительностью, об их полном нажатии свидетельствовал тихий щелчок. Была также кнопка Z, располагающиеся над клавишей R.
Позже Nintendo представила Wavebird — беспроводной манипулятор, использовавший доработанную радиочастотную технологию (исключив возможное влияние низкочастотных помех на работу устройства) контроллеров Atari Wireless RF. Wavebird отличался от предыдущей модели геймпада отсутствием вибрации во время работы (что позволило сохранить длительность работы батареек). В среднем же, двух источников питания АА хватало примерно на 100 часов игры.

### DS
Для управления Nintendo DS имела стандартный набор из четырёх кнопок, крестовины, курков, а также кнопок Start и Select. У консоли имелся второй дополнительный экран, который использовался для отображения интерфейса. Nintendo повторили это в преемнике DS, Nintendo 3DS, у которой появились аналоговые стики.

### Wii
Контроллер Wii включает целый ряд особенностей, из которых наиболее значимым был сенсор движения и определения положения в пространстве, что позволяло системе распознавать движения по всем осям координат, включая вращение.
Контроллер мультифункционален и обеспечивает возможность подключения различных дополнительных устройств. Для использования другой рукой аналоговый стик представлен отдельным устройством и обладает двумя триггерами.
При этом было анонсировано приложение в виде традиционного контроллера, которое будет служить не просто дублером «классического контроллера», но ещё и дает возможность использовать сервис Virtual Console. На смену привычным кнопкам Start и Select пришли кнопки -, home и +.

### Wii U
Контроллер Wii U обладал таким же сенсорным экраном, как и Nintendo DS, функции были аналогичными. В остальном геймпад имел стандартный набор кнопок.

### Joy Con
Новый тип контроллера, разработанный в 2017 году компанией Nintendo для своей гибридной консоли Nintendo Switch. Представляет собой два устройства для левой и правой руки. Имеет два аналоговых стика и по четыре кнопки и два не аналоговых курка на каждом Joy-Con (в режиме использования одним человеком кнопки на левом Joy-Con используются как крестовина). В каждом контроллере есть гироскоп и акселерометр, а также «умный» вибромоторчик который способен не просто дрожать, а симулировать движение предметов внутри устройства. На правом Joy-Con есть инфракрасная камера с функцией определения расстояния, формы и движения предметов вблизи. Эта функция будет поддерживаться избранными играми. Например, контроллер сможет определить расстояние до руки игрока и даже распознать его жест: камень, ножницы или бумага. Контроллер имеет несколько вариантов использования: их можно подключить к основной консоли или снять и использовать в беспроводном режиме, также можно подключить каждый Joy-Con в специальный держатель (Joy-Con Grip Controller), благодаря которому контроллеры становятся похожи на более классический вид геймпада. В зависимости от игры можно использовать половины контроллера как отдельные устройства.

### Галерея

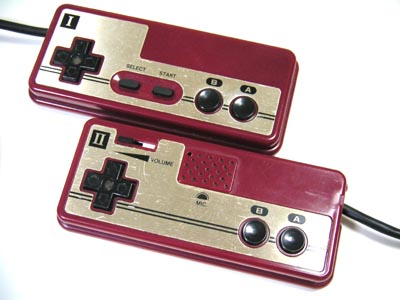
Геймпад для Famicom
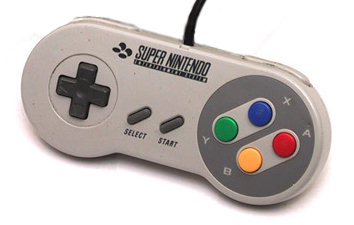
Геймпад для SNES
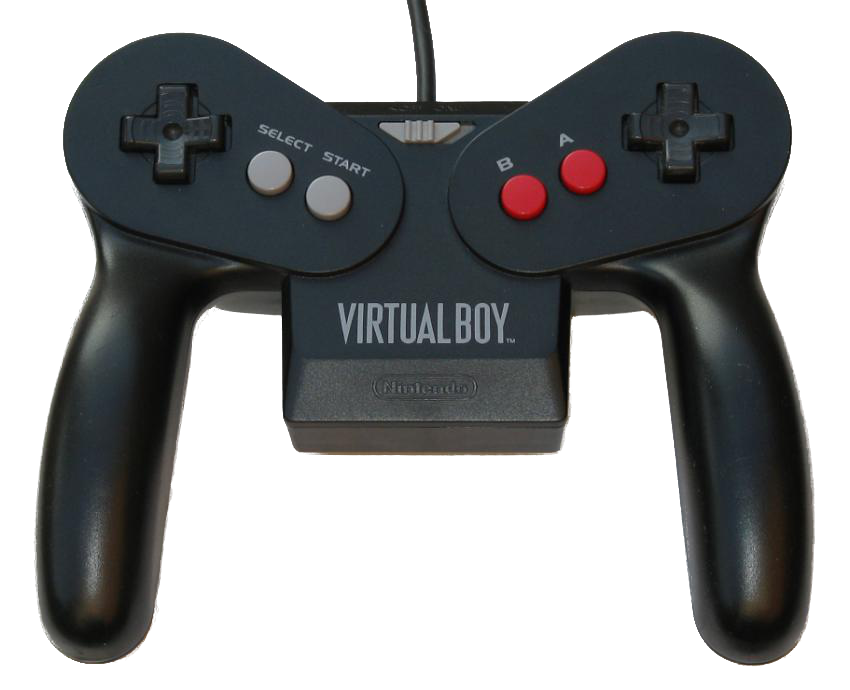
Геймпад Virtual Boy
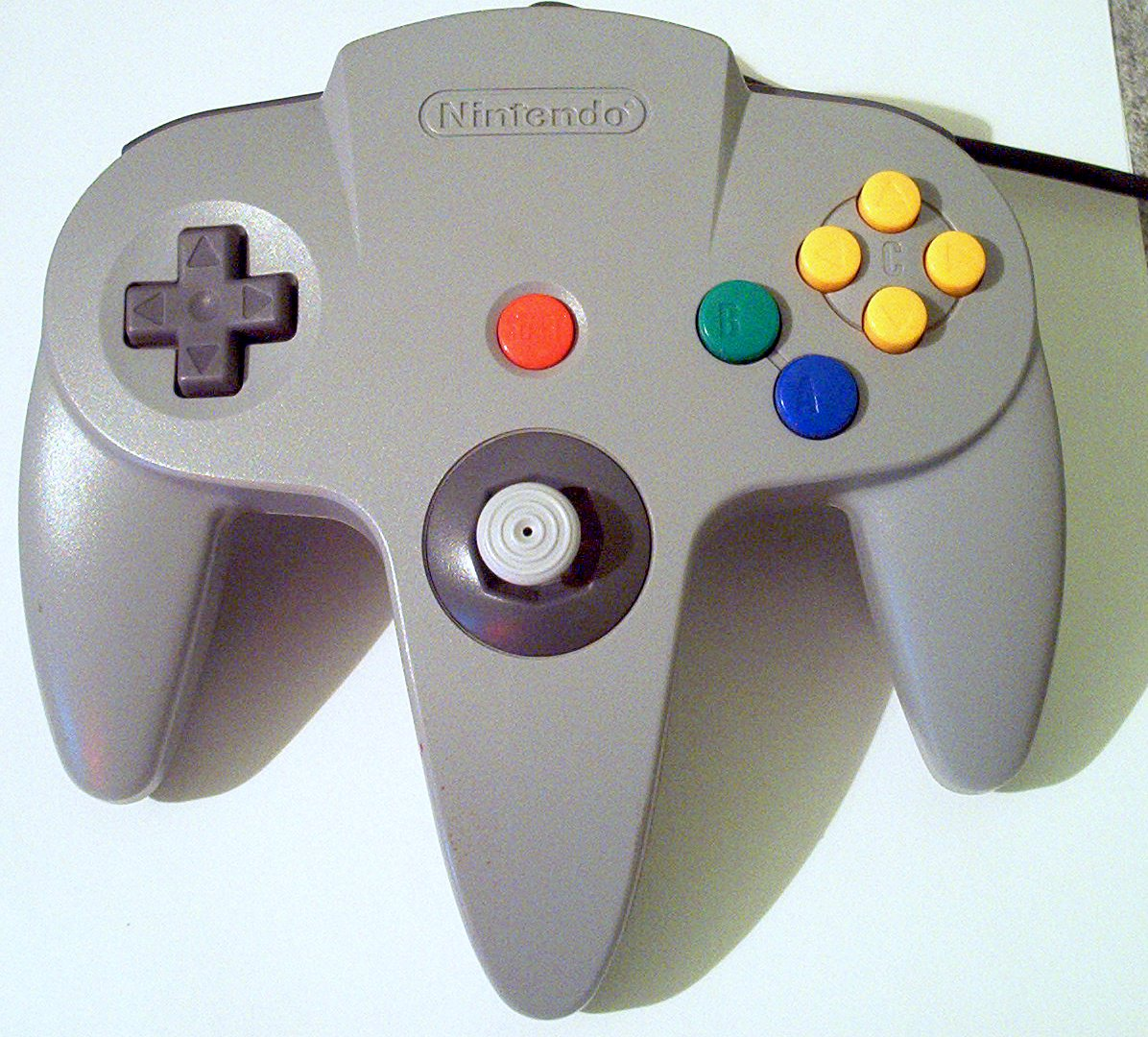
Геймпад N64
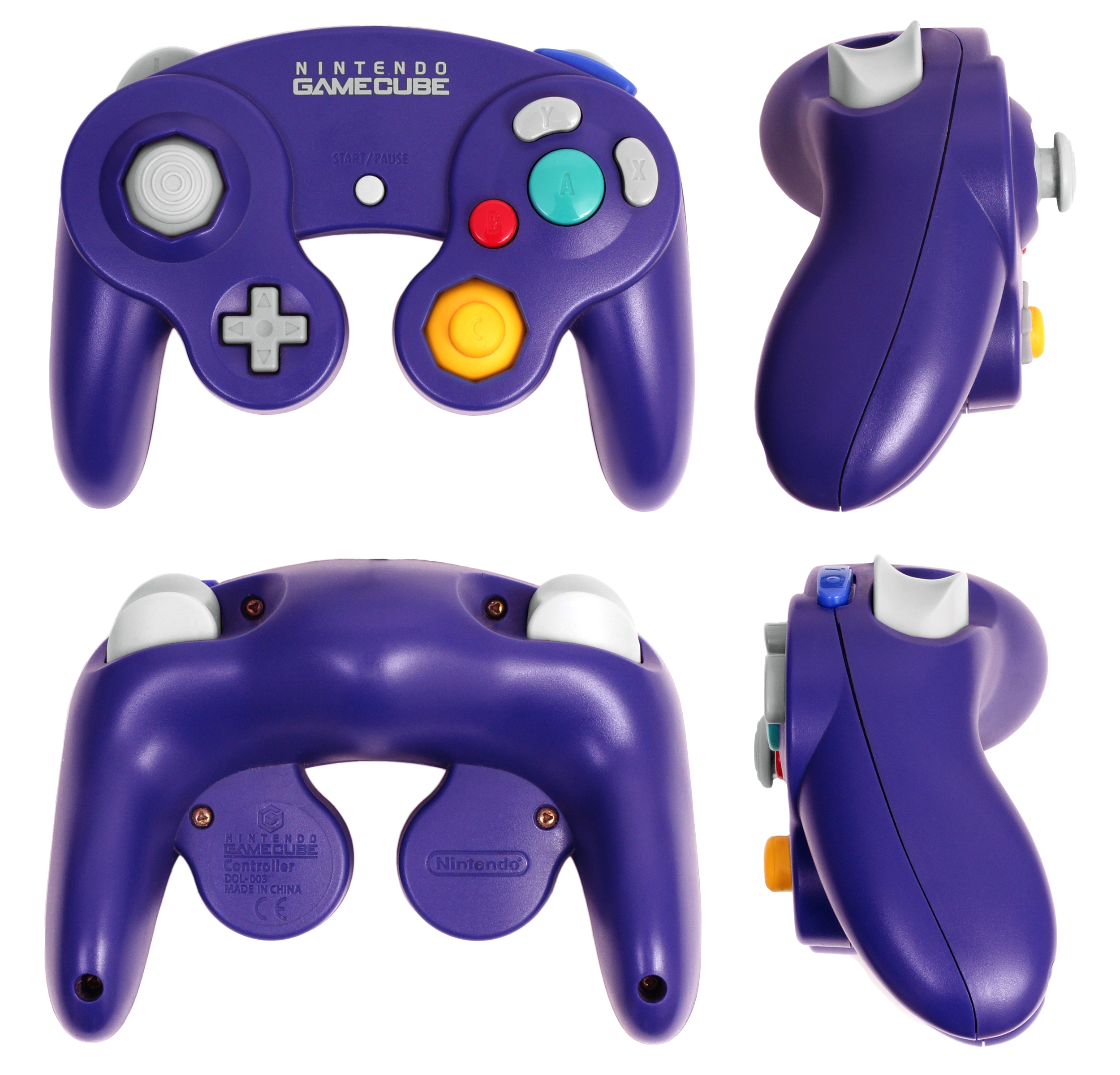
Геймпад для Nintendo GameCube
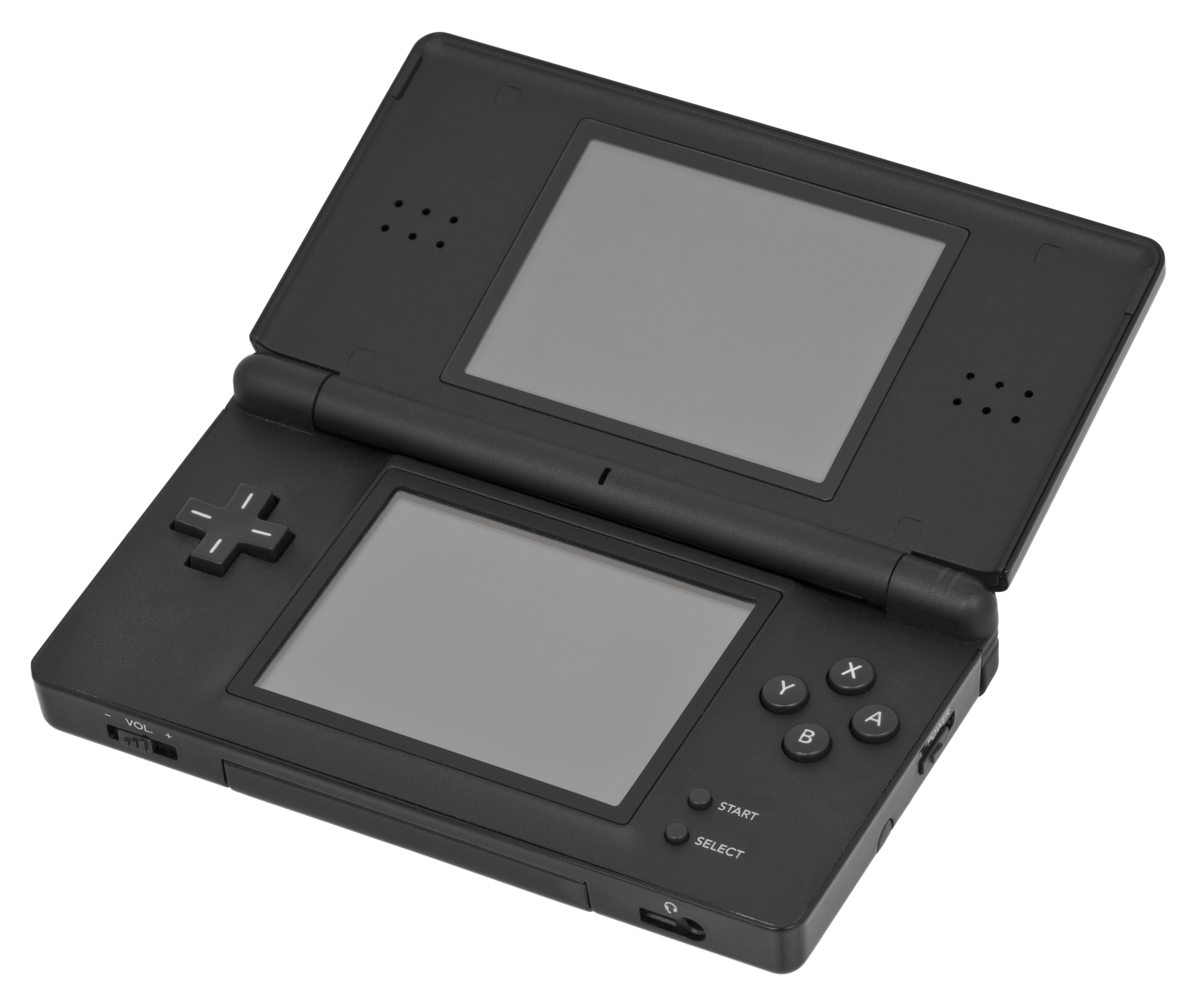
Nintendo DS Lite
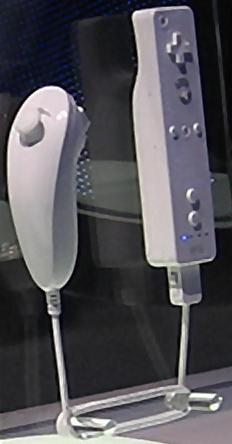
Wii Remote и Nunchuk
Контроллер Wii U
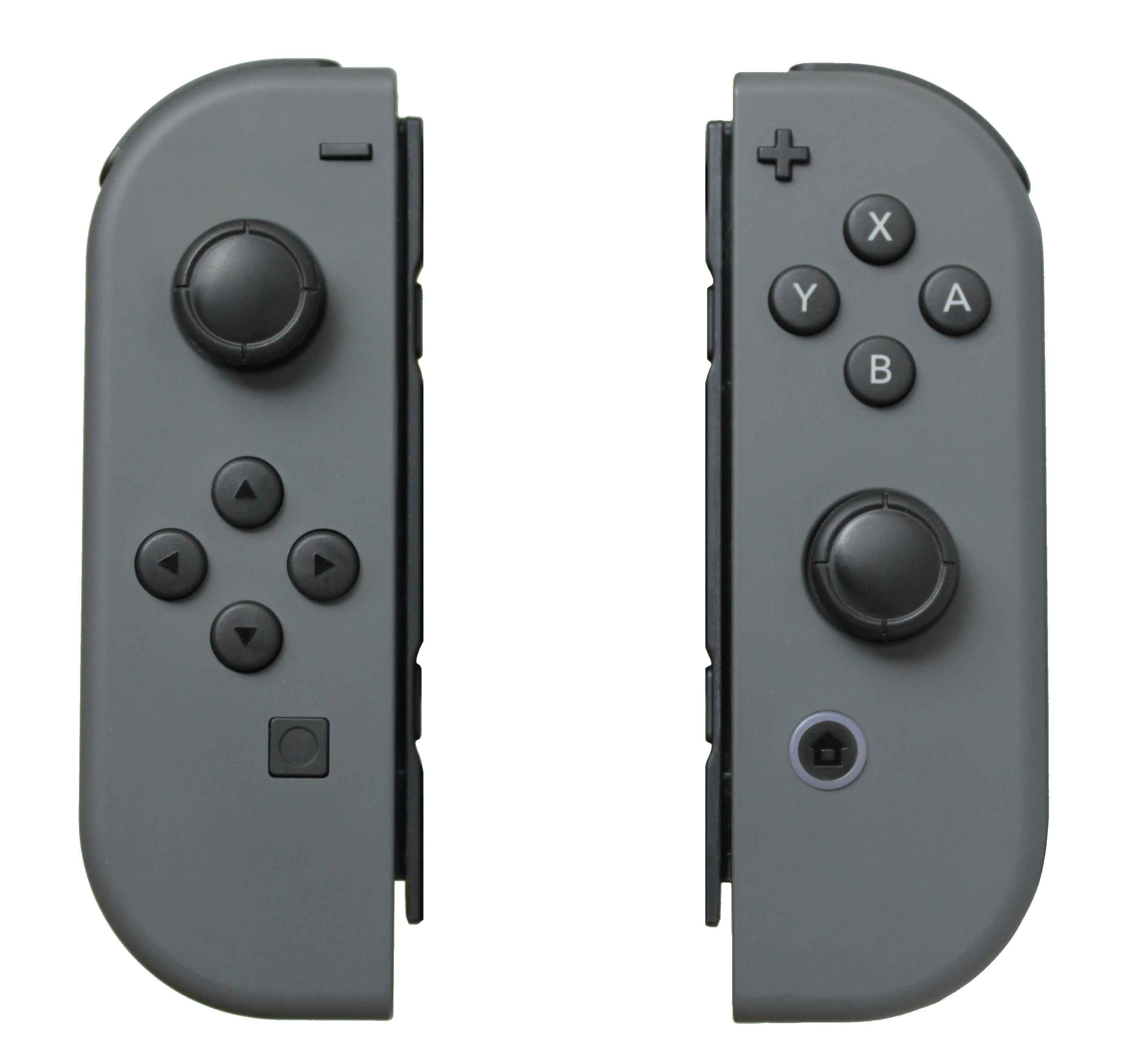
Джойкон
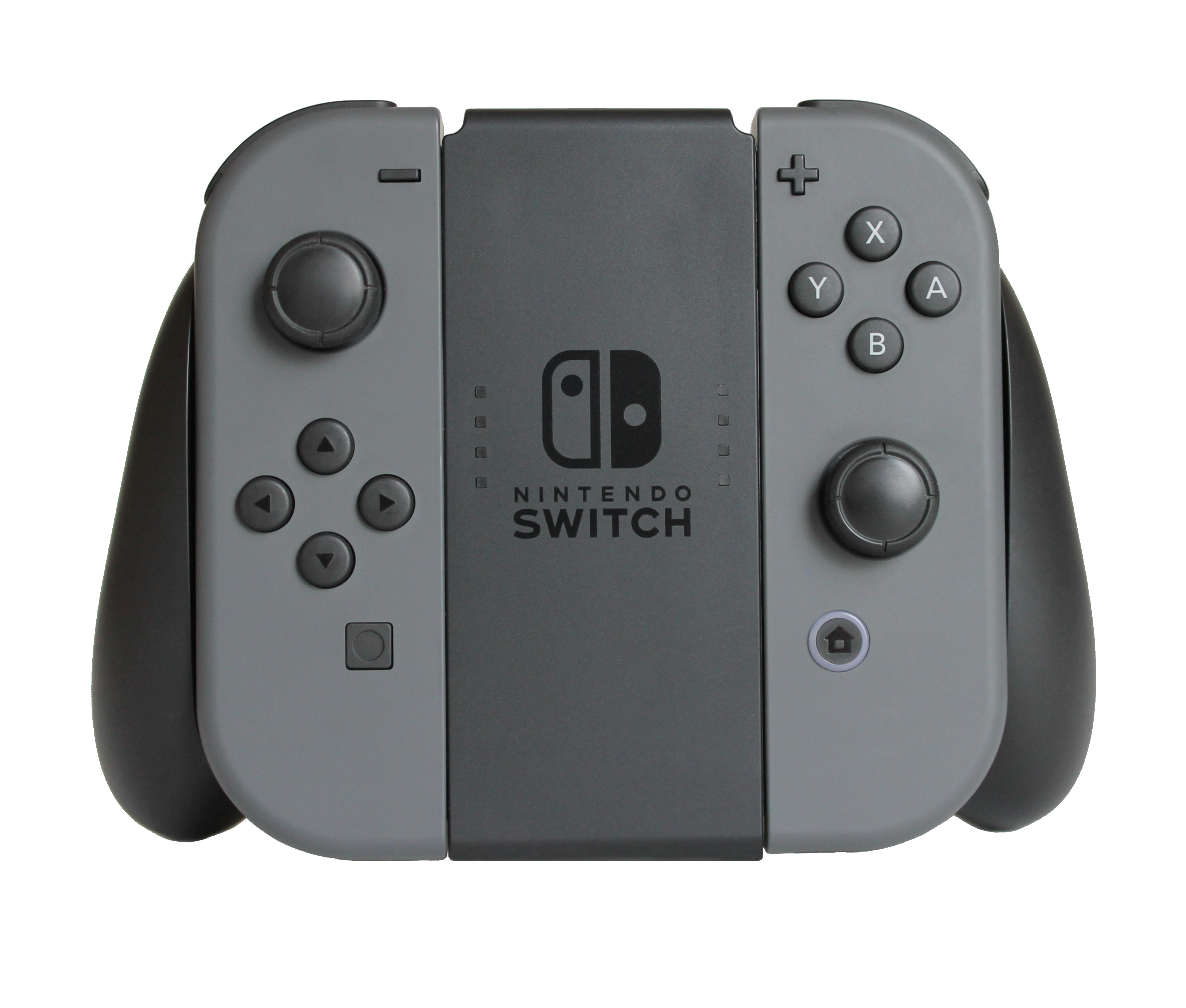
Джойконы присоединённые к Joy-Con Grip Controller

## Sega

### Sega Master System
Геймпады Master System имеют схожий вид с контроллером NES, но, в отличие от него, D-pad выполнен в форме квадрата, а не креста. Кнопок Start и Select нет вообще. Две кнопки, отвечающие за действия, пронумерованы как «1» и «2». При этом «1» дублирует кнопку «Старт». Игры на Master System входили в режим паузы только через нажатия специальной кнопки на корпусе консоли.
В нескольких ранних моделях контроллеров в середине D-pad был встроено небольшое дополнение, которое при нажатии придавало геймпаду большее ощущение сходства с джойстиком. Обычный же геймпад для системы был выпущен позже. В отличие от Nintendo, Sega использовала для своих контроллеров универсальное соединение DE-9, позволявшее использовать эти геймпады на других игровых системах.

### Sega Genesis/Mega Drive
Уже в Mega Drive/Genesis контроллер обладал восьминаправленным D-pad, кнопкой Старт и тремя кнопками действия. Трех кнопок было достаточно для первых аркадных игр вроде Golden Axe. Однако появление «файтингов» послужило поводом для релиза шестикнопочной версии контроллера.
Значительно меньший по размеру, он обладал дополнительными тремя кнопками над рядом основных (так называемая раскладка «Street Fighter»), а также кнопкой Mode, располагавшейся под правым указательным пальцем. Её необходимость была обусловлена тем, что некоторые игры были несовместимы с новым контроллером (например, John Madden Football and Olympic Gold). В момент загрузки консоли, при демонстрации логотипа Sega, необходимо было нажать эту кнопку. Обе версии геймпадов вновь использовали соединение через стандарт DE-9.

### Sega Saturn
Геймпад Sega Saturn был исполнен восемью кнопками, шесть из которых отвечали за действия, а оставшиеся две, левая и правая, были дополнительными (плюс кнопка Start). 3D Control Pad с аналоговым стиком (на фотографии) входила в часть комплектов популярной на платформе игры Nights into Dreams…
Официально для Sega Saturn были созданы несколько контроллеров: световой пистолет (названный Stunner), рулевое колесо (Arcade Racer), рукоятка для авиасимулятора (Mission Stick), пара аркадных джойстиков (Twin Sticks), и привычный аркадный джойстик (Virtua Stick).

### Sega Dreamcast
Схожий с 3D Control Pad по дизайну, геймпад для Sega Dreamcast, обладал следующим набором кнопок: D-pad, четыре кнопки на лицевой стороне, кнопка Start и два аналоговых триггера, впервые представленных на тыльной стороне, с левой и правой стороны. Контроллер также имел два слота, для использования карт памяти, VMU (Visual Memory Unit — модуль, который объединял в себе возможности карты памяти и портативной консоли), или модуль вибрации.
Позднее слоты для аксессуаров, размещение кнопок и аналоговые триггеры с внутренней стороны геймпада будут представлены на контроллере для Xbox.
Как и в случае с Sega Saturn, Dreamcast обладал дополнительными контроллерами, включая уникальный контроллер-удочку (для игр Get Bass/Sega Bass Fishing), мышь, клавиатуру, а также световой пистолет, рулевое колесо, аркадный джойстик и маракасы (для игры Samba de Amigo).

### Галерея

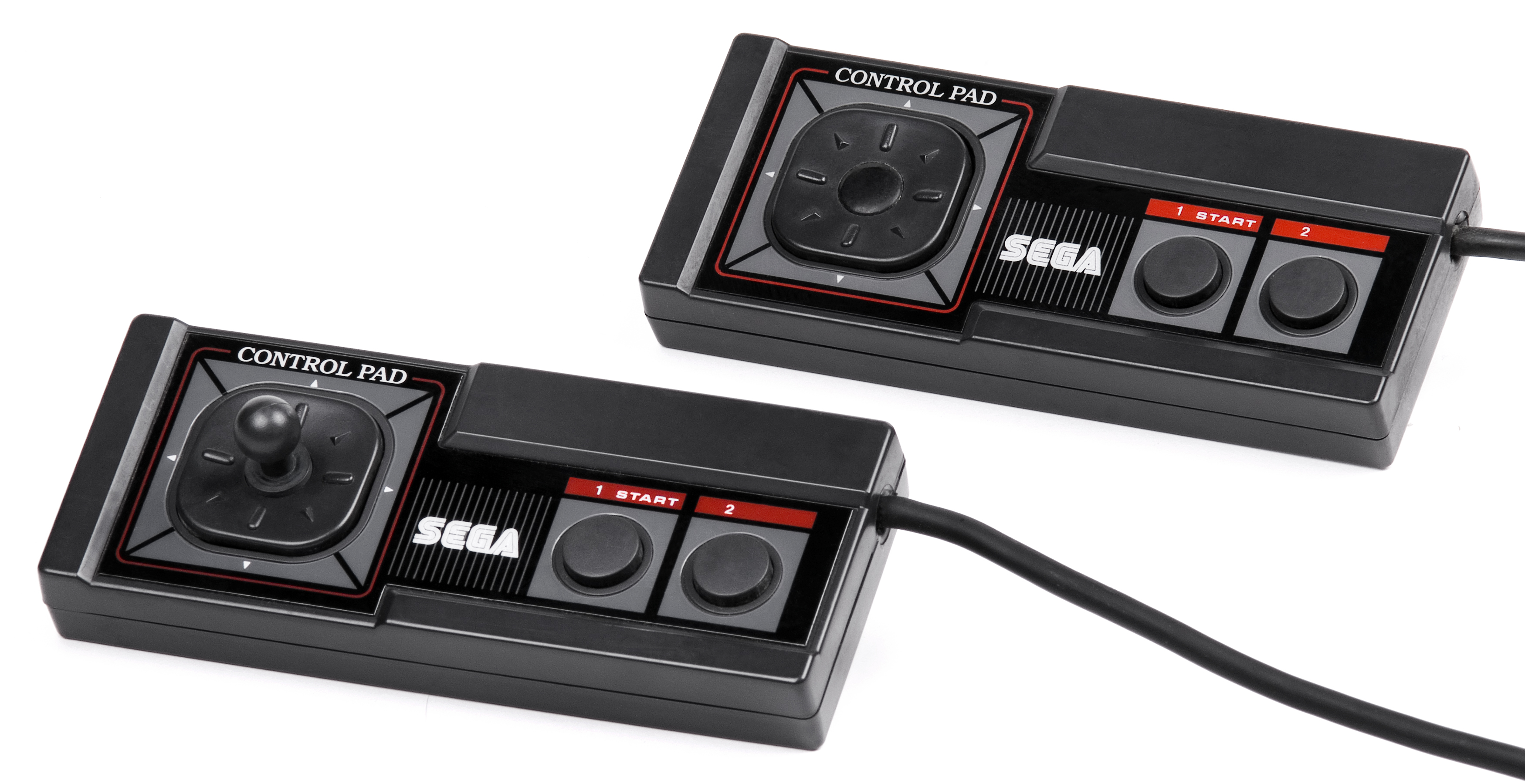
Геймпады Sega Master System с дополнением в середине D-pad и без него
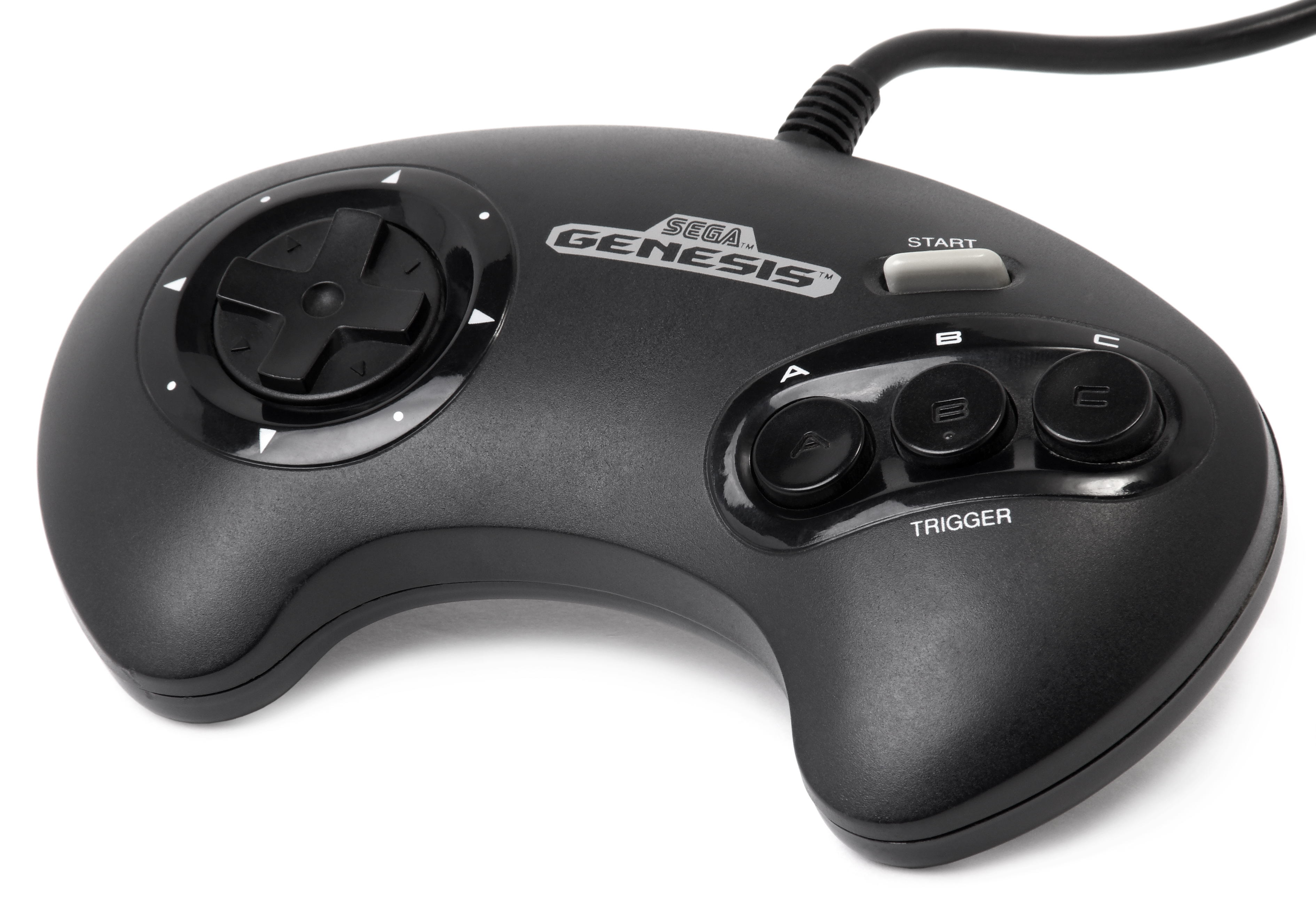
Трехкнопочный геймпад Mega Drive/Genesis
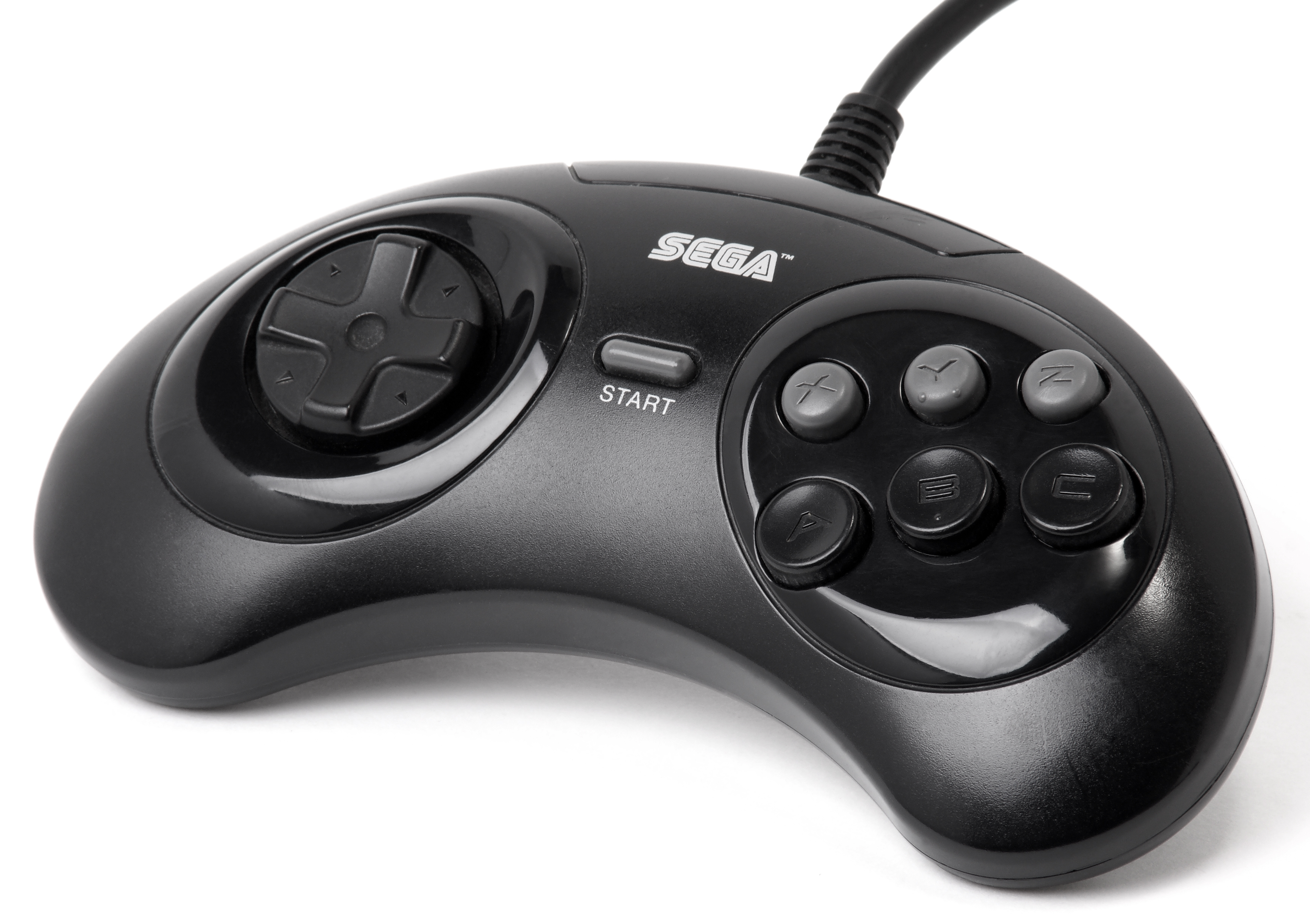
Шестикнопочный геймпад Mega Drive/Genesis
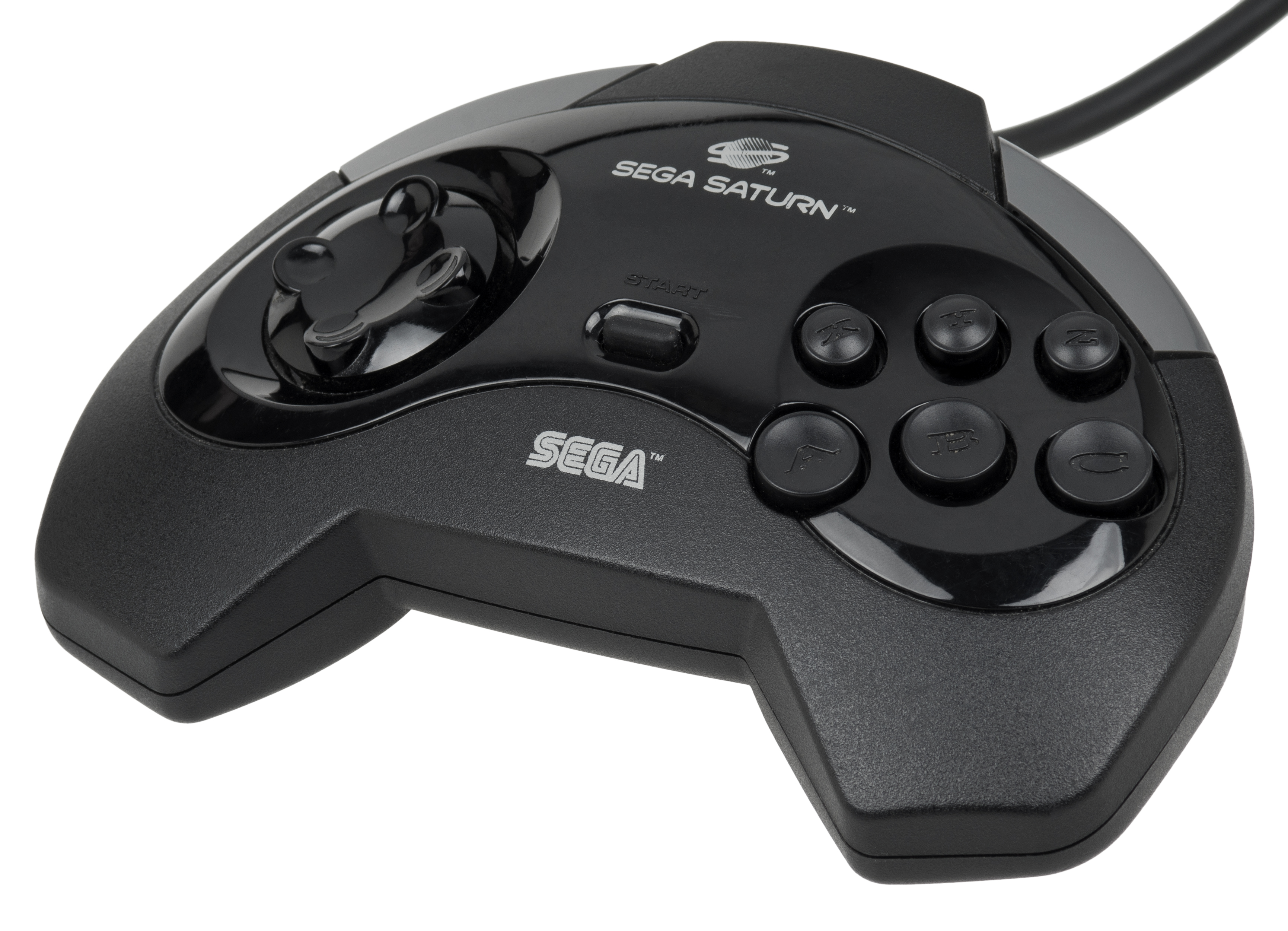
Оригинальный геймпад от Sega Saturn
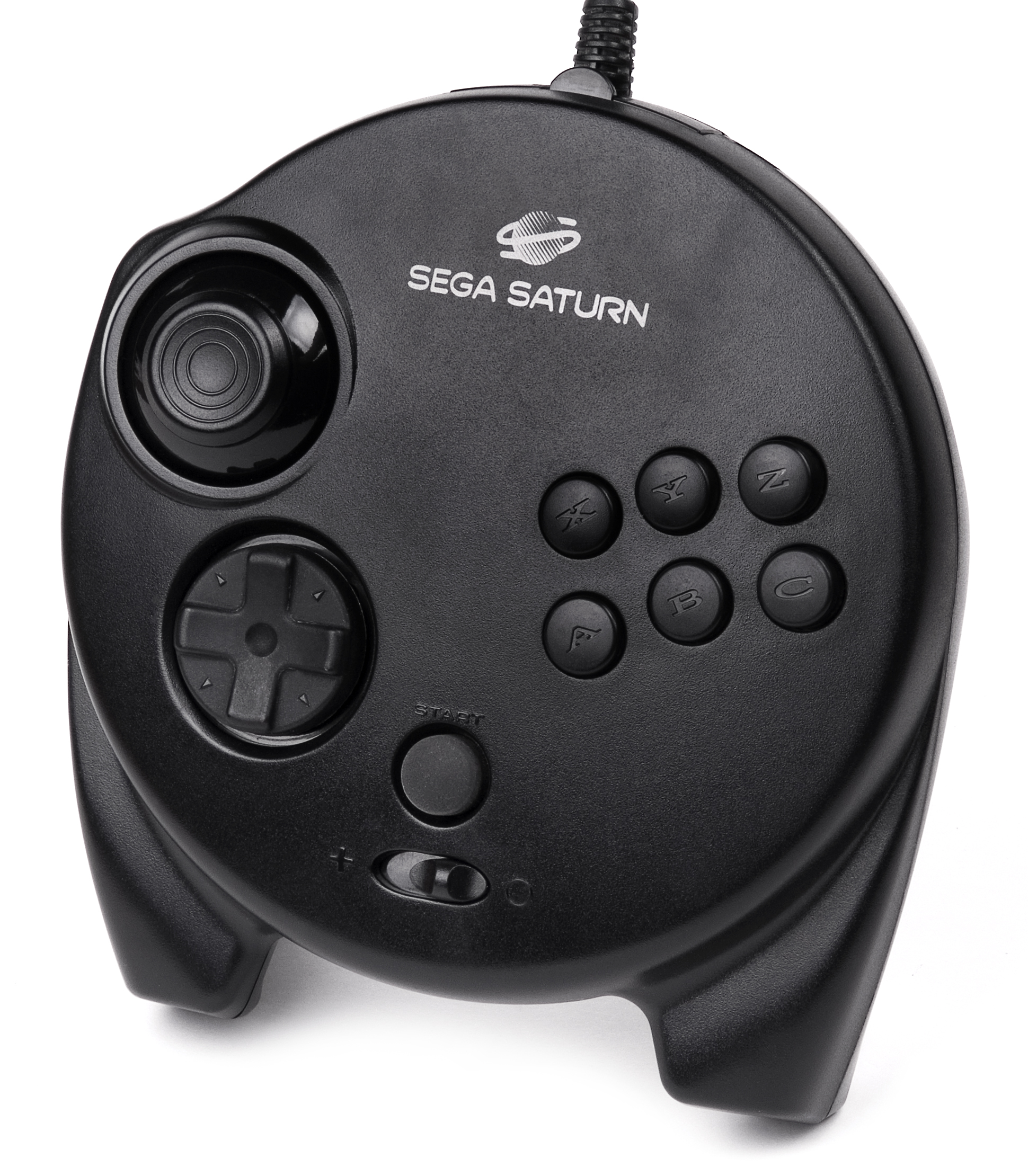
Аналоговый геймпад для Sega Saturn
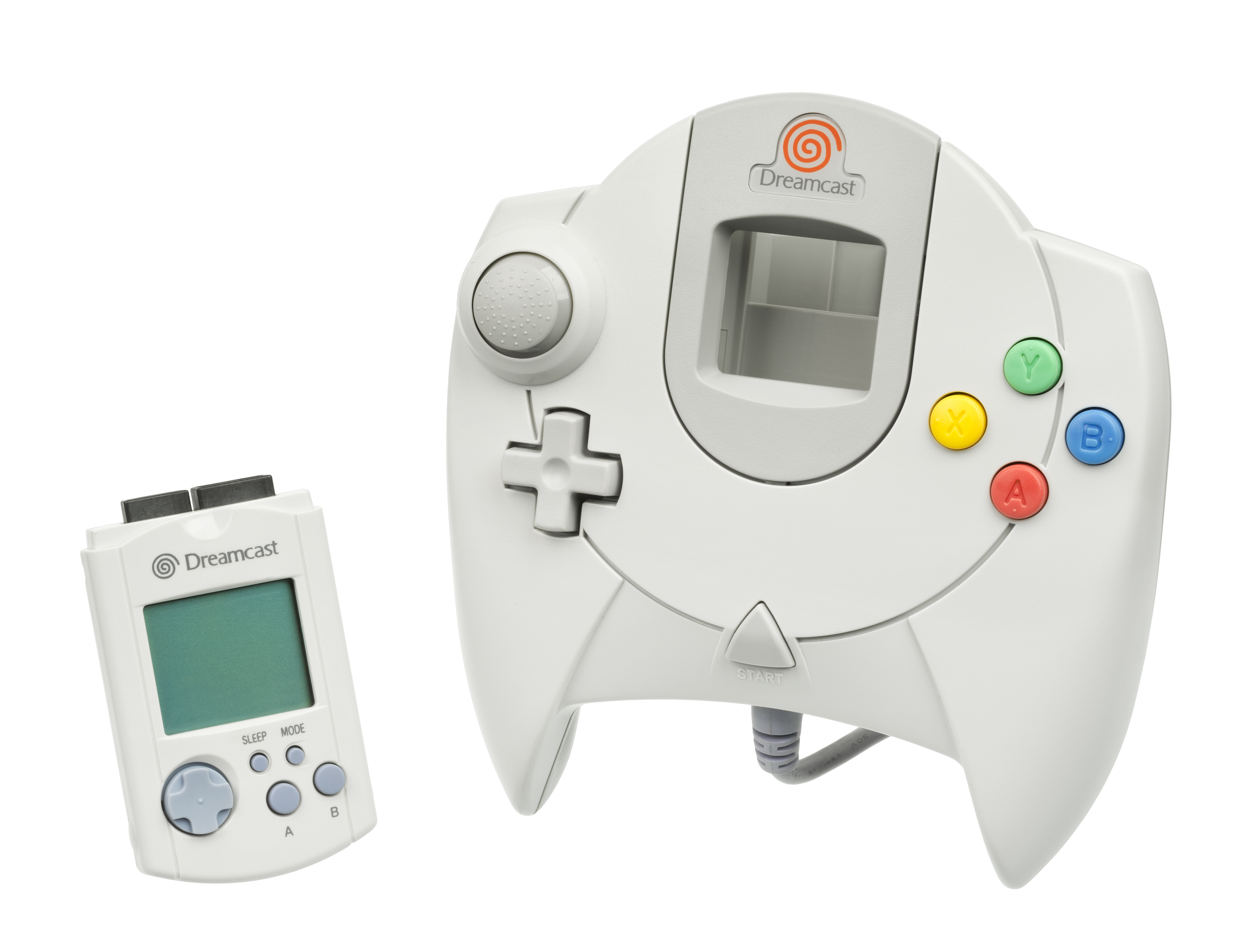
Геймпад для Dreamcast с модулем памяти

## Microsoft

### Microsoft Sidewinder
Линейка геймпадов Sidewinder Microsoft была представлена в 1996 году и прошла путь от простых игровых джойстиков до включающих в себя все виды игровых контроллеров, от геймпадов до «Sidewinder Strategic Commander», ориентированного на игроков в стратегии реального времени. В то время, как первые геймпады для персональных компьютеров брали за основу популярный дизайн Dual Shock Sony, Sidewinder Gamepad с десятью кнопками (шесть кнопок действия, два триггера, Mode и Start) и возможностью последовательного соединения до четырёх контроллеров к одному игровому порту был лидером среди геймпадов для спортивных игр, поэтому многие игры с 1998 по 2002 год разрабатывались с учётом возможностей Sidewinder.

### Microsoft Xbox
Дизайн контроллера Microsoft Xbox имел общие черты с контроллером Sega Dreamcast. Он включал в себя два слота, шесть аналоговых кнопок, два аналоговых триггера, два аналоговых стика. Восемь цифровых кнопок (четыре из которых можно отнести к D-pad), давали возможность получения вибрации. В отличие от контроллера Sega, Microsoft реализовал правый аналоговый стик, чёрную, белую и чёрную (Select) кнопки.
Контроллер Xbox прошёл отдельную проверку для японских пользователей ввиду того, что контроллер в комплекте был слишком громоздким (это послужило предметом для насмешек и шуток в сетевых комиксах, посвященных видеоиграм). Как результат был создан геймпад Type-S, который был утвержден Microsoft и позже вошёл в комплект с консолью по всему миру.
В контроллере Type-S были исправлены все недостатки контроллера Duke: стал меньше, эргономичнее и удобнее, хотя управление у обоих геймпадов одинаковое.

### Xbox 360
Контроллер для Xbox 360 обладает возможностью беспроводного подключения. У него отсутствуют «черная» и «белая» кнопки, вместо них над каждым триггером размещены кнопки «bumper». При использовании не входящего в основной комплект поставки Xbox 360 специального аккумулятора для беспроводного контроллера используется USB-порт для зарядки от консоли.
22 октября 2007 года выпуск наиболее дешёвой версии Xbox 360 с проводным контроллером — Core был прекращён — она была заменена Xbox 360 Arcade с беспроводным геймпадом.
В проводных вариантах пульта для Xbox360 добавлен разъём безопасности: если потянуть за провод, приставка больше не упадёт. Такие контроллеры сейчас продаются лишь отдельно под лозунгом «для Windows» — хотя годятся и для Xbox, и для большинства вариантов Android.

### Xbox One
Контроллер был показан на презентации Xbox One. Microsoft заявляет, что в новом геймпаде было сделано 40 технических усовершенствований: новые динамические импульсивные курки, новая форма D-pad (который стал более крестообразным), интегрированный аккумуляторный отсек и поддержка технологии Wi-Fi Direct. Появилась возможность подключить гарнитуру. Ручки стали меньше, а благодаря новому дизайну контроллера скрываются болты. В Microsoft заявили, что был переработан способ соединения геймпада с консолью, благодаря чему скорость отклика выросла на 15 %. Microsoft утверждают, что новый контроллер сможет работать, как минимум, на протяжении 10 лет.

### Галерея

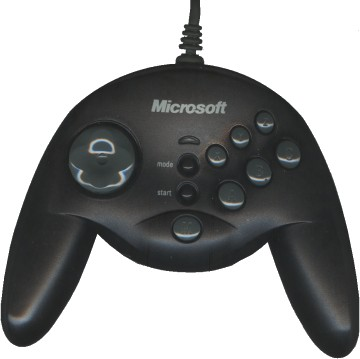
Геймпад Microsoft Sidewinder
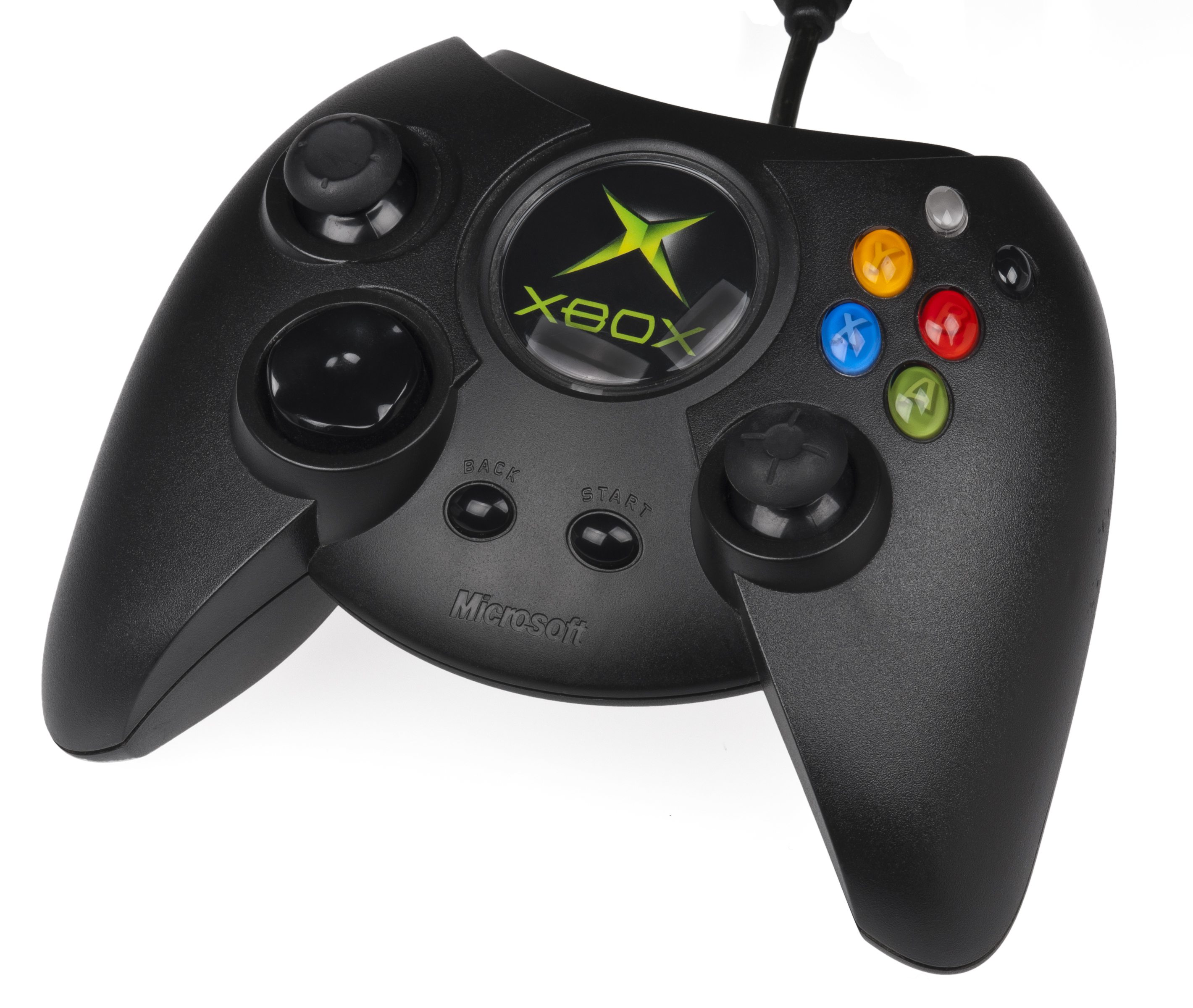
Геймпад «Duke» от оригинального Xbox
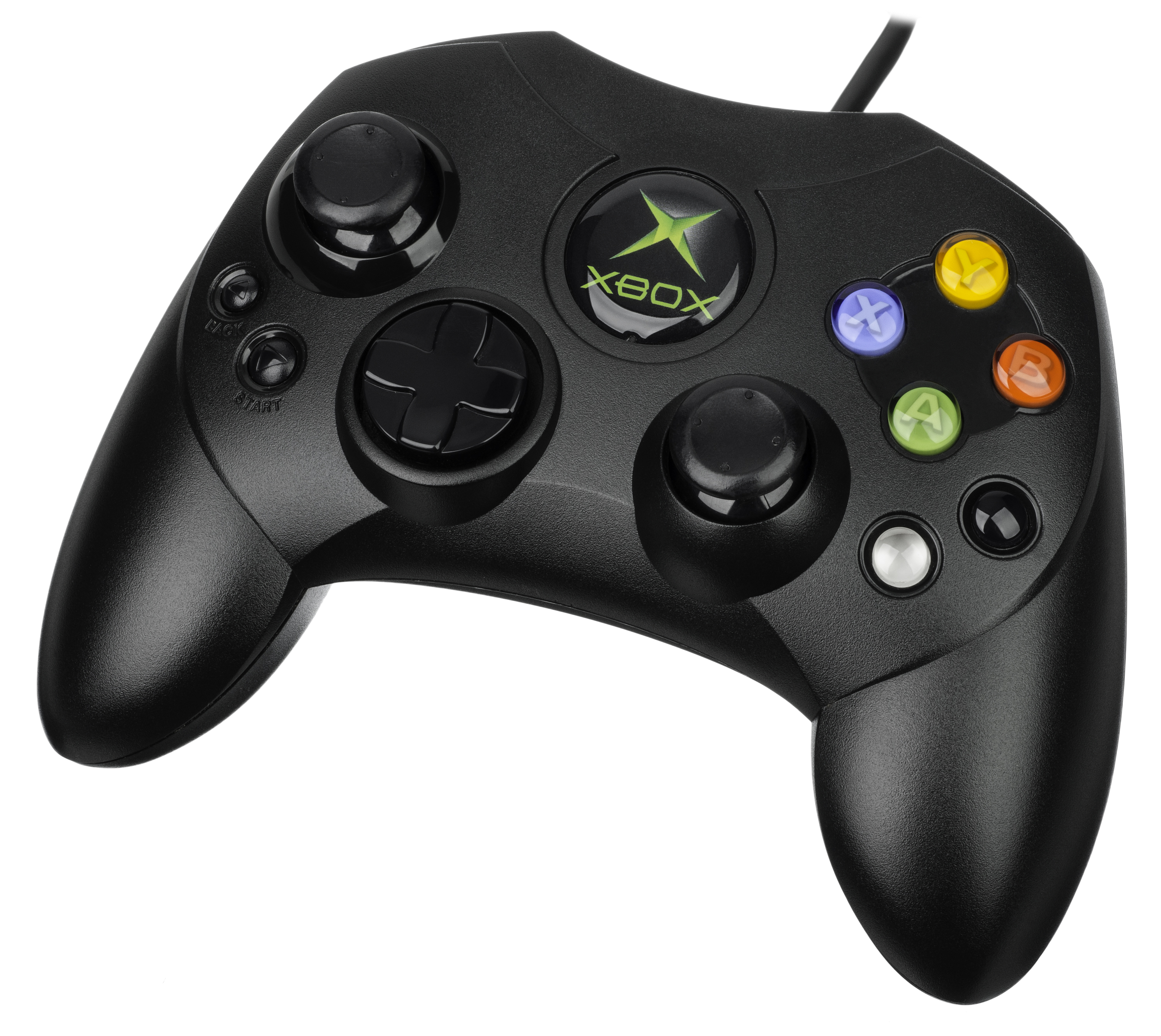
Геймпад Type S от оригинального Xbox
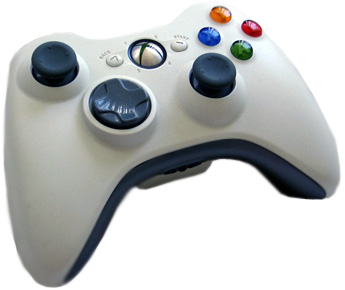
Геймпад для Xbox 360
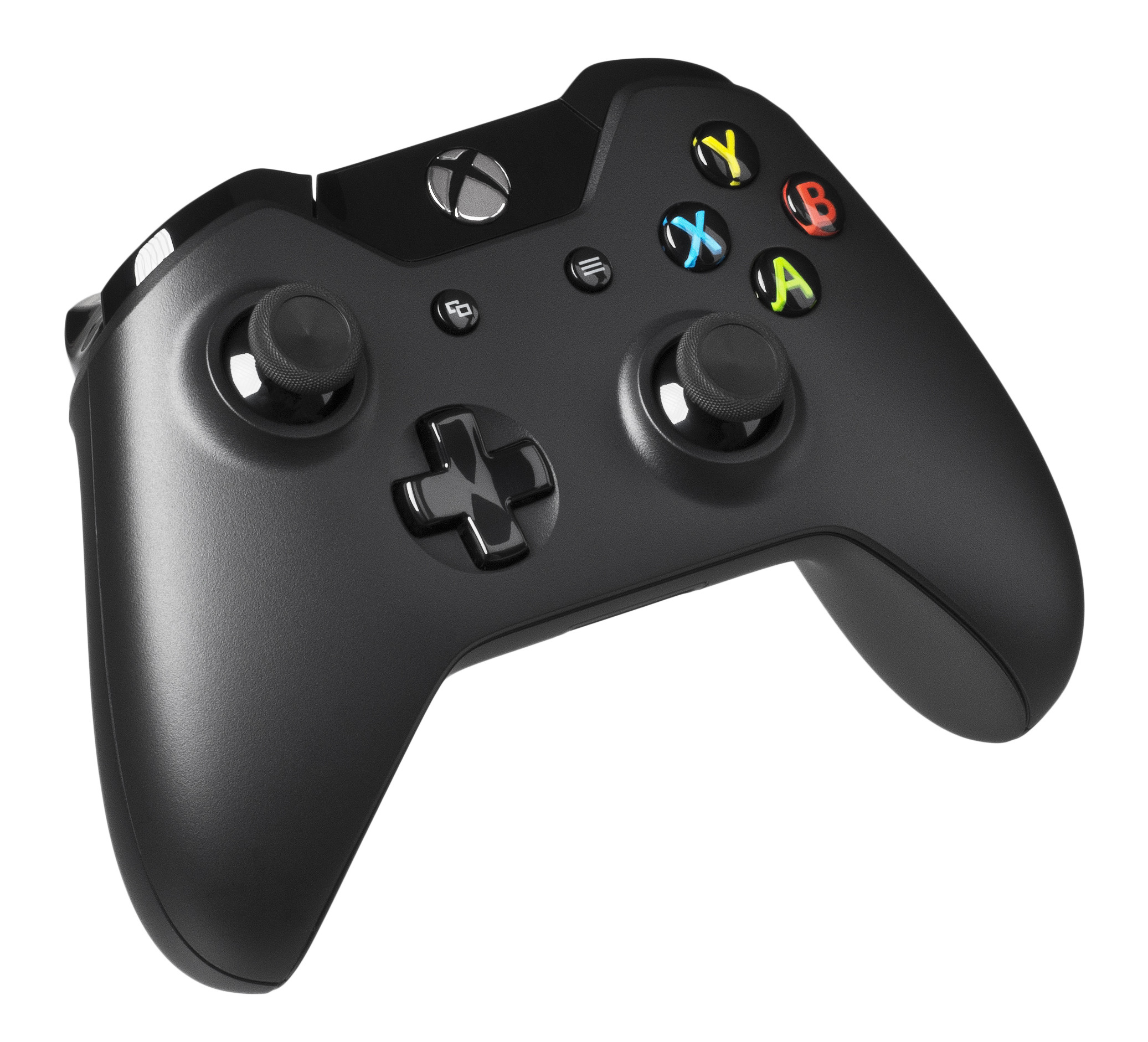
Xbox One

## Sony

### PlayStation
Оригинальный контроллер Sony снабжен четырёхсторонним D-pad и двумя группами цифровых кнопок. Первая насчитывает 4 кнопки, которые вместо привычных цифр, букв или цветов промаркированы формами:
- квадрат () — обозначение кнопки меню;
- треугольник () — знак движения вперёд;
- круг () — положительный ответ на вопрос или выбор;
- крест () — отрицательный ответ или отмена (в приставках, выпущенных за пределами Японии  — положительный ответ,  — отрицательный).

Вторая группа представлена оставшимися 4, вспомогательными кнопками, которые обозначены просто как правые и левые — R1, R2 и L1, L2. Также на геймпаде размещены кнопки Start и Select. Данный тип контроллера был основным на протяжении всего первого года жизни PlayStation, вплоть до выхода модели Dual Analog.
В конце 1995 года впервые анонсирована модель Dual Analog. Окончательно представлена на суд общественности она была в ноябре 1996 года, на выставке PlayStation. Внешне контроллеры были очень похожи, различия касались непосредственно конструктивных особенностей. Ручки Dual Analog были чуть длиннее и имели более коническую форму. Главным же отличием стали аналоговые стики, размещенные чуть ниже центра геймпада. Первые версии для Японии обладали режимом вибрации, а аналоговые стики сверху имели вогнутую форму. Под стиками располагалась трехфункциональная кнопка «Mode». Однако, ввиду отсутствия интереса, более поздние модели японских версий Dual Analog были лишены вибрации.
Dual Shock стал следующей моделью, представленной Sony. Устройство вновь обрело режим вибрации (что подчеркивается в названии), внешне были изменены ручки, убран третий режим кнопки «Mode» и добавлены положения «R3 и L3», которые были совмещены со стиками (появилась возможность нажимать на каждый стик до щелчка). В конце 1997 года, в Японии, контроллер поступил как дополнительный аксессуар, а в мае 1998 года — в Северной Америке. Его популярность означала конец Dual Analog, после которого Dual Shock был выбран новым стандартом контроллера, на протяжении большей части оставшейся жизни PlayStation.

### PlayStation 2
В дальнейшем Dual Shock вошёл в комплект с PlayStation 2. Тем не менее, контроллер был слегка изменён, и его кнопки стали чувствительнее к силе нажатия. Новый геймпад был назван Dual Shock 2. Если ранее в некоторых играх была возможность использовать базовый контроллер для PlayStation, то теперь практически все игры создаются из расчета использования Dual Shock 2.

### PlayStation 3
Изначально концептуальный геймпад для PlayStation 3 был похож на банан или бумеранг. Такой дизайн вызвал множество насмешек, в результате его часто называли «бананмеранг». На конференции E3 Sony отказалась от подобного визуального исполнения контроллера в пользу формы, идентичной моделям Dual Shock, при этом добавив беспроводное подключение к консоли и возможность улавливать изменение положения в пространстве. Однако функция вибрации, доступная в Dual Shock, была убрана. Sony объясняла это помехами, которые создает виброрежим, влияющие на работу датчика движения (хотя все объясняется конфликтом между Immersion Corporation — разработчиком технологии обратной связи и Sony. Компания Immersion подала в суд на Sony и Microsoft, за нарушение патентных прав. Microsoft отказалась от разбирательства, в отличие от Sony, которая решила продолжить тяжбу и проиграла дело). В то же время Wii Remote без каких-либо проблем сочетает в себе и функцию вибрации, и датчик позиционирования в пространстве. Сама корпорация Immersion выпустила новую версию контроллера с изменённой системой вибрации, использующая не два мотора, а один. По словам компании, этот мотор может быть использован в геймпаде для PlayStation 3. Джойпад назвали Sixaxis. Рычаги «L2» и «R2» в задней части стали аналоговыми, степень их нажатия можно регулировать подобно педалям в автомобиле. У аналоговых стиков был увеличен максимальный угол отклонения и повышена чувствительность. Так, в новом контроллере точность аналоговых стиков увеличена с 8 бит (в DualShock 2) до 10.
Довольно давно в продажу поступили контроллеры Dual Shock 3, они идентичны геймпадам Sixaxis, но имеют больший вес из-за 2 вибромоторов.

### PlayStation 4
Дизайн DualShock 4, который идет в комплекте с PlayStation 4, перетерпел самые большие изменения по сравнению с прошлыми версиями DualShock. Геймпад стал более округлым, что должно сказаться на эргономике в лучшую сторону. Был изменён D-pad, все четыре кнопки размещены более группировано, что должно быть удобнее. Стики также перетерпели изменения, в центре они получили углубление, которое должно способствовать лучшему сопряжению пальцев с поверхностью. Одним из наиболее заметных отличий от DualShock 3 является сенсорная панель. Под тачпадом располагается динамик, а на торце размещен 3,5 мм разъем для наушников.
Также на верхнем торце размещён светодиодный индикатор, который используется камерой PlayStation Eye для распознания позиции геймпада в пространстве.

### PlayStation 5
Геймпад DualSense поставляется вместе с PlayStation 5.

### Галерея

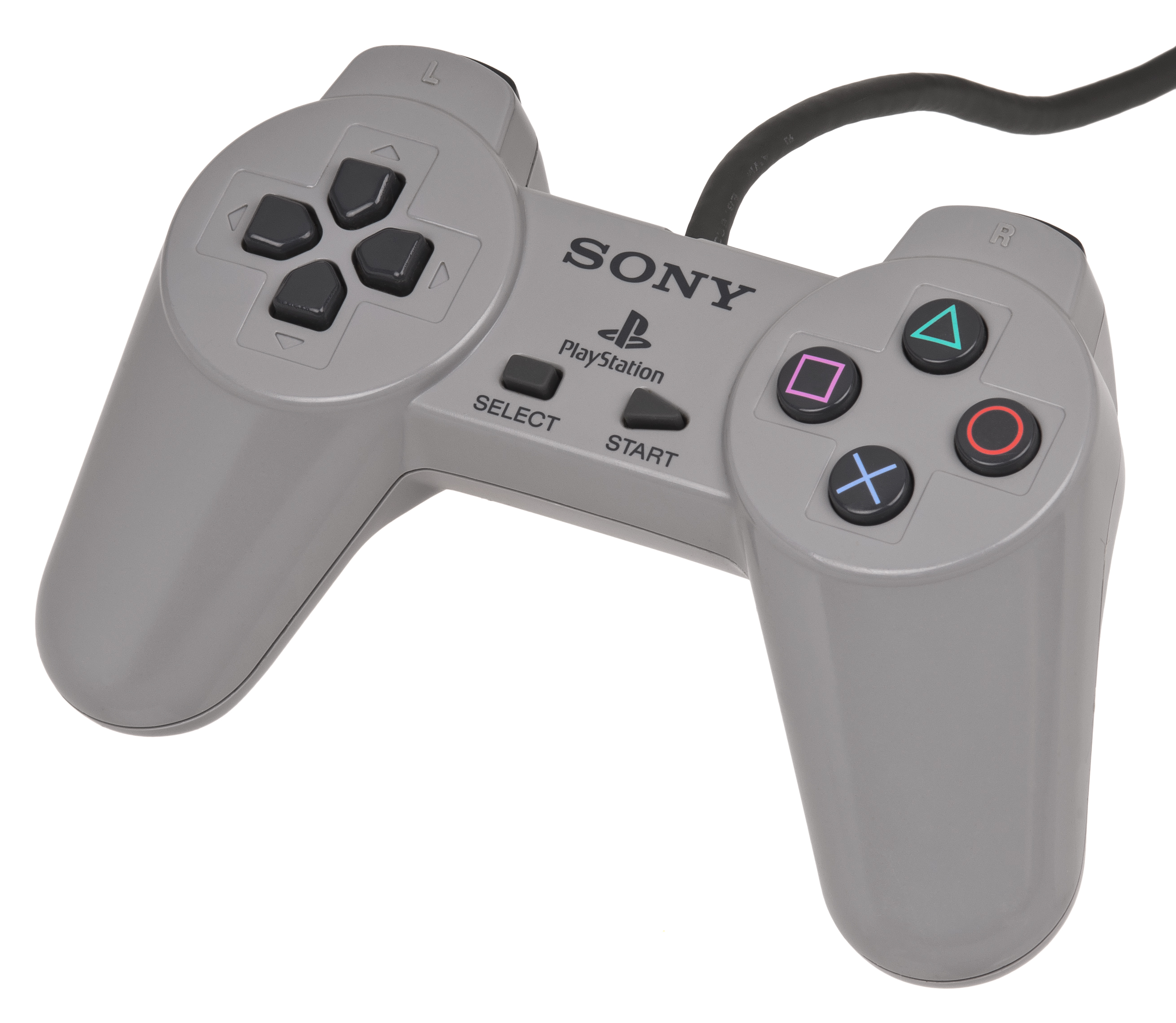
Геймпад для PlayStation
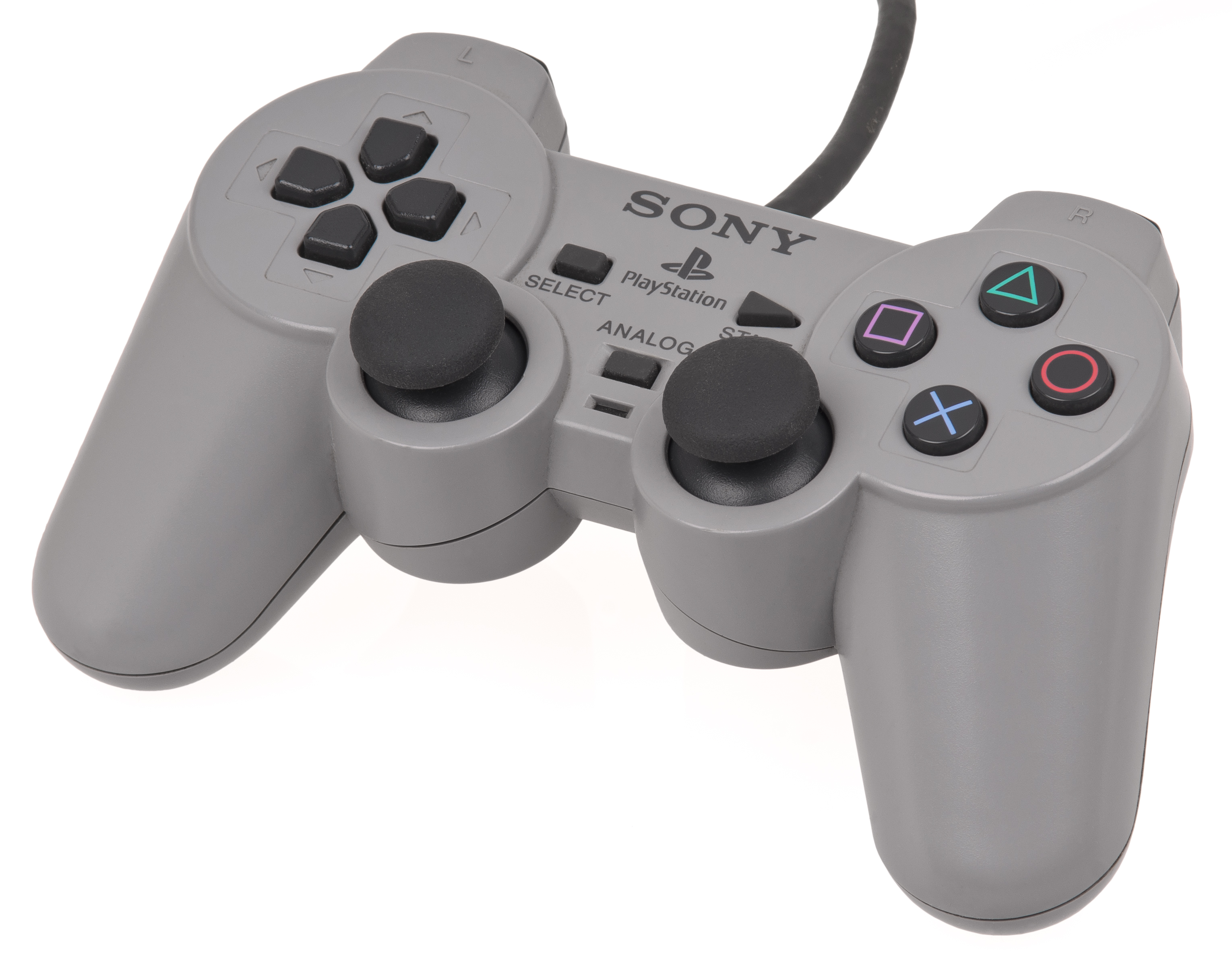
DualAnalog с аналоговыми стиками и вибрацией
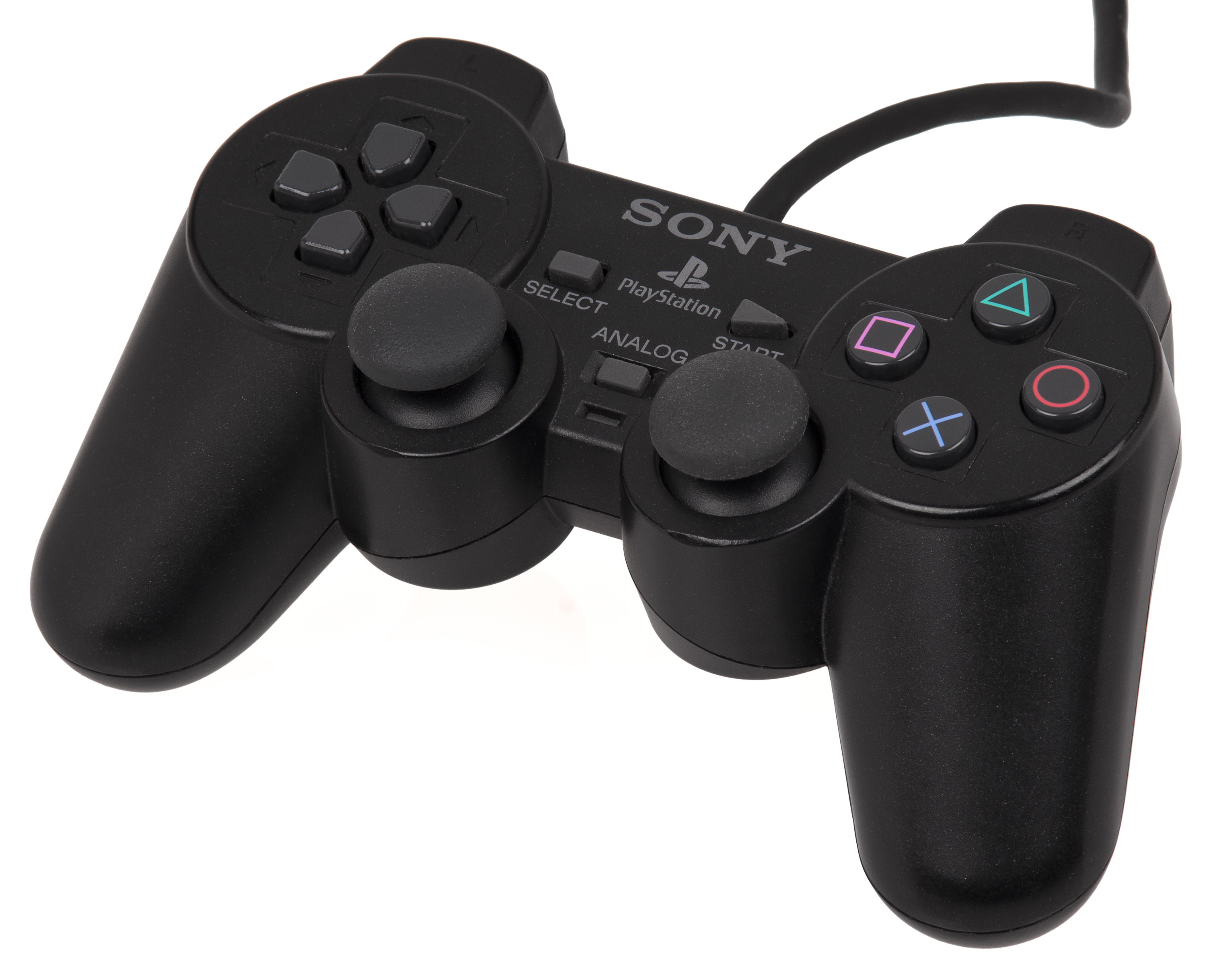
Геймпад для PlayStation 2
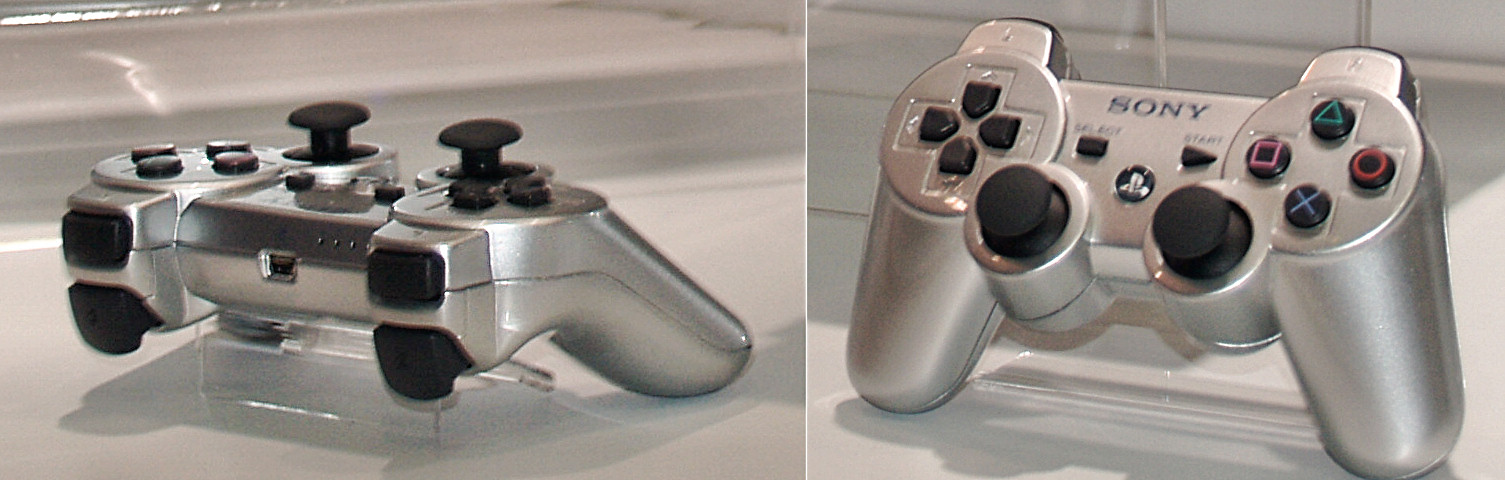
Геймпад для PlayStation 3
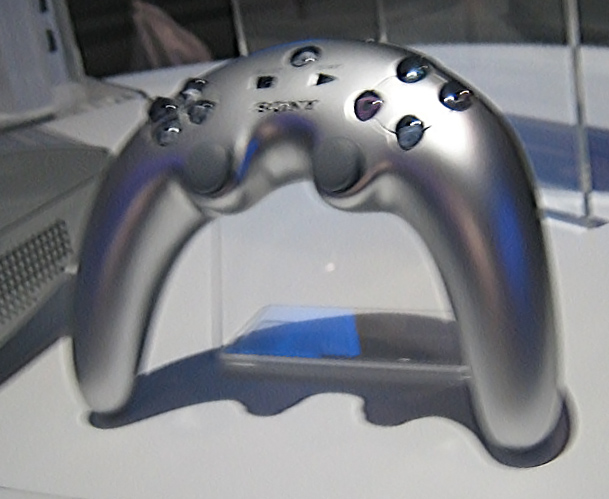
Геймпад концепт для PlayStation 3
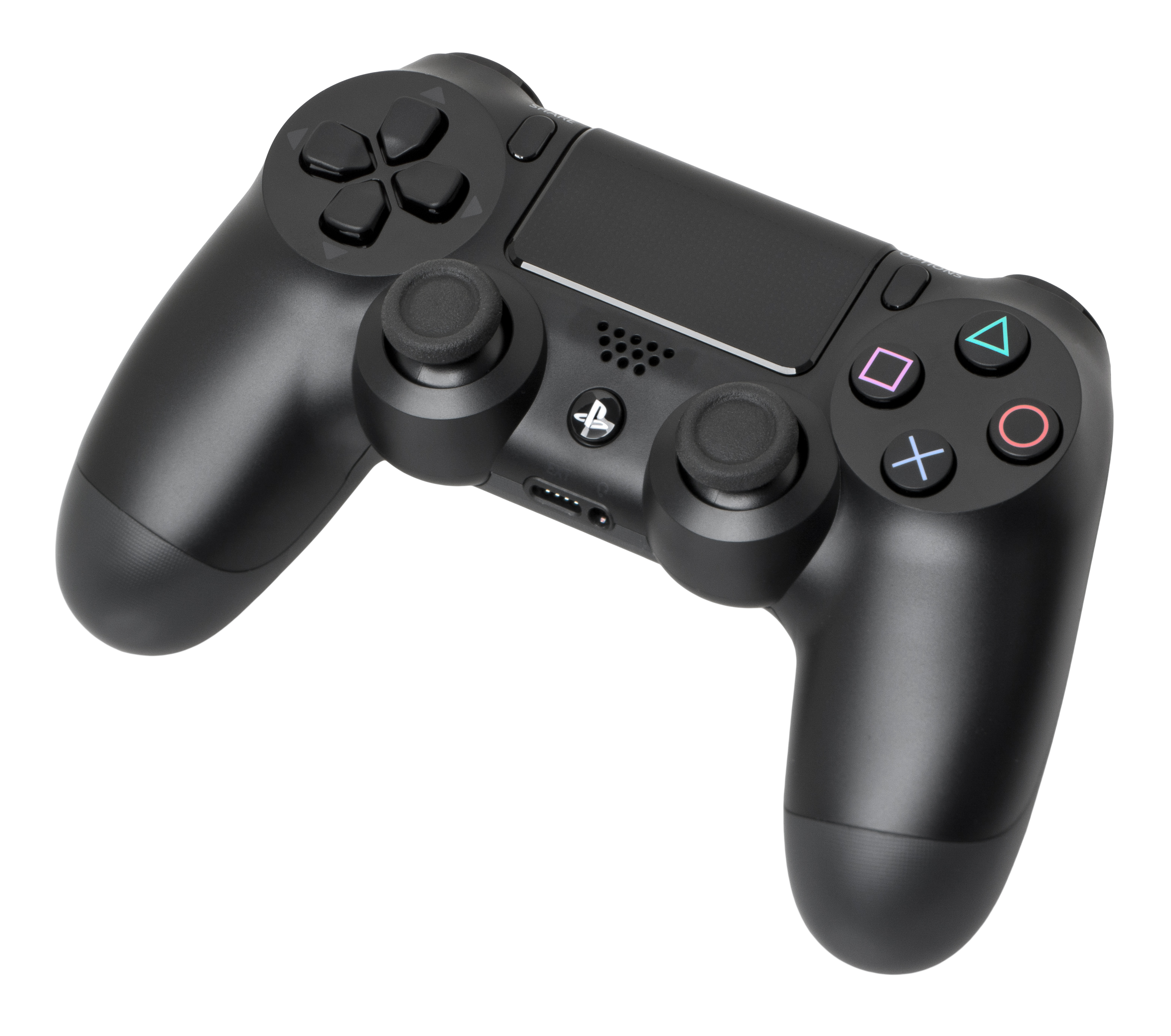
Геймпад для PlayStation 4
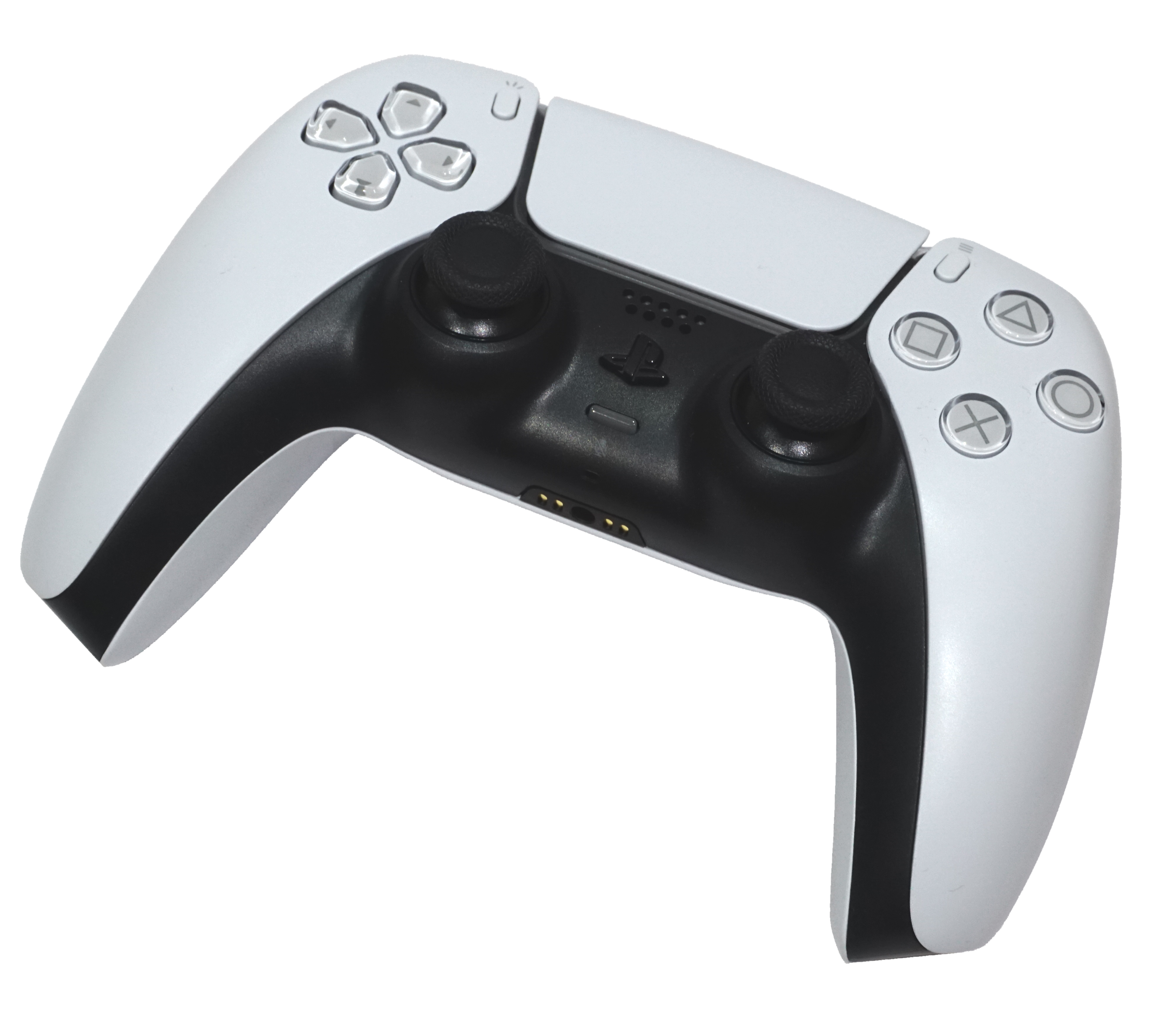
Геймпад для PlayStation 5

## Valve

### Steam Controller

Вид прототипа Steam Controller

Принципиально новый вид контроллера, основной смысл которого — быть эффективной заменой компьютерной мыши, при этом сохраняя форму и функциональность геймпада. Вместо стиков устройство имеет два трекпада — большие сенсорные области, обладающие мощным эффектом обратного действия за счет резонирования. Для реализации в трекпадах тактильной обратной связи были использованы два линейных резонансных привода. Это маленькие, сильные и утяжеленные электромагниты, прикреплённые к обоим трекпадам. Возможен точный контроль над частотой, амплитудой и направлением их движения.
Конфигурационная утилита для создания и распространения настроек управления позволит игрокам создавать свои настройки для различных игр. Все остальные игроки смогут выбирать конфигурацию из списка наиболее популярных. Ожидается, что контроллер позволит играть в те жанры, для которых ранее требовалось наличие клавиатуры и мыши: стратегии в реальном времени; казуальные игры с управлением, осуществляемым посредством курсора; глобальные космические стратегии; многочисленные инди-игры; симуляторы.
Разработка контроллера ведется не только компанией Valve, но и сообществом игроков, которые могут высказывать свои предложения по поводу любого аспекта разработки: от дизайна до электроники внутри геймпада. Устройство будет возможно перепрограммировать и использовать в любой области. Геймпад будет поддерживаться тремя основными операционными системами, но наибольшее внимание акцентировано на работе со SteamOS, которая является важной частью системы цифровой дистрибуции Steam.

## Nvidia

### Shield Controller

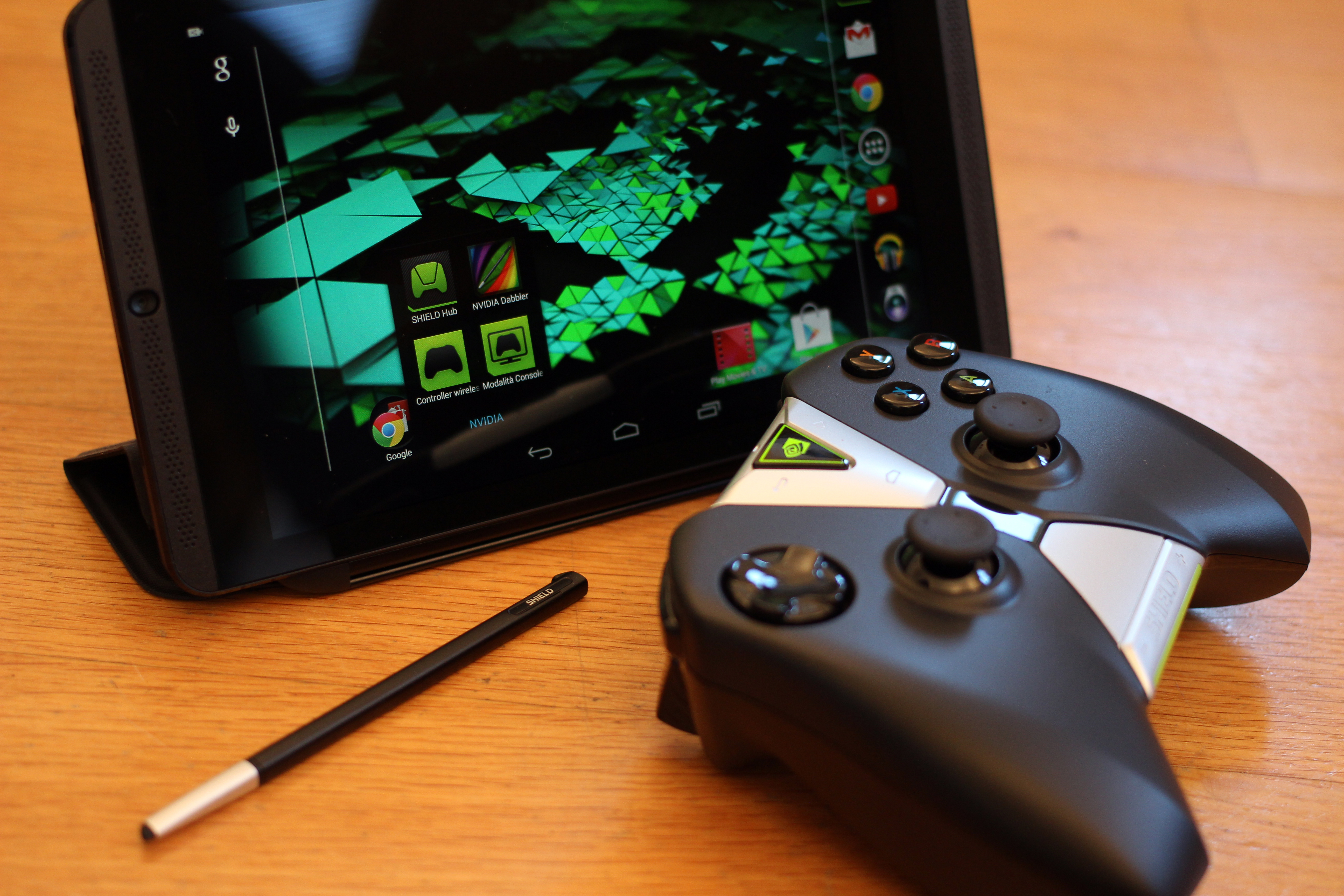
Nvidia

Корпорация Nvidia разработала беспроводной манипулятор Shield Controller специально для игровых устройств семейства Shield. По словам представителей компании разрабатывался для достижения «исключительной отзывчивости и погружения в лучших современных играх». Контроллер использует стандарт Wi-Fi Direct для подключения к устройствам и передачи различных данных от встроенных микрофона и разъема для наушников, а также для процесса обновления прошивки контроллера.